# Evangelische Kirche im Rheinland
|                                  |                            |
| Karte                            |                            |
|                                  |                            |
| Basisdaten                       |                            |
| Fläche:                          | 26.571 km²                 |
| Leitender Geistlicher:           | Präses Thorsten Latzel     |
| Sitz des Landeskirchenamtes:     | Düsseldorf                 |
| Mitgliedschaft:                  | EKD, KKR, GEKE, UEK, ÖRK   |
| Kirchenkreise:                   | 37 (1. Januar 2025)        |
| Kirchengemeinden:                | 576 (1. Januar 2025)       |
| Gemeindeglieder:                 | 2.192.800 (1. Januar 2024) |
| Anteil an der Gesamtbevölkerung: | 17,5 % (1. Januar 2024)    |
| Offizielle Website:              | www.ekir.de/               |

Die Evangelische Kirche im Rheinland (EKiR) mit Sitz in Düsseldorf ist eine von 20 Gliedkirchen (Landeskirchen) der Evangelischen Kirche in Deutschland (EKD). Sie umfasst Gemeinden in Teilen von Nordrhein-Westfalen, Rheinland-Pfalz, des Saarlands und Hessens. Wie alle Landeskirchen ist sie eine Körperschaft des öffentlichen Rechts.
Sie ist nach der Evangelisch-Lutherischen Landeskirche Hannovers die zweitgrößte evangelische Landeskirche in Deutschland und hat derzeit (Stand: Januar 2025) etwa 2,123 Millionen Gemeindeglieder (fast 17 % der Bevölkerung im Kirchengebiet) in 643 Kirchengemeinden. Die EKiR ist eine der unierten Kirchen innerhalb der EKD und gehört der Union Evangelischer Kirchen an. Zudem ist sie Mitglied der Konferenz der Kirchen am Rhein, die seit 31. Mai 2008 eine Regionalgruppe der Gemeinschaft Evangelischer Kirchen in Europa (GEKE) darstellt.
Die Landeskirche unterhält eine Evangelische Akademie (Sitz: Bonn-Beuel).

## Gebiet der Landeskirche
Die Evangelische Kirche im Rheinland umfasst das Gebiet der früheren preußischen Rheinprovinz innerhalb der Evangelischen Kirche der altpreußischen Union. Nach Auflösung des Staates Preußen nach dem Zweiten Weltkrieg ging die Rheinprovinz in den Ländern Nordrhein-Westfalen, Rheinland-Pfalz und dem Saarland auf. Die östliche Exklave der Rheinprovinz (Raum Wetzlar) war bereits 1932 der Provinz Hessen-Nassau zugeteilt worden, kam somit 1945 zum Land Hessen, gehört jedoch kirchlich weiterhin zum Rheinland. Somit umfasst das Gebiet der Evangelischen Kirche im Rheinland folgende Gebiete in vier Ländern:
- in Nordrhein-Westfalen die Regierungsbezirke Düsseldorf (mit Ausnahme des Velberter Ortsteils Nierenhof) und Köln ganz, aus dem Regierungsbezirk Münster die Dorstener Stadtteile Hardt und Östrich und die Isselburger Stadtteile Vehlingen und Isselburg sowie aus dem Regierungsbezirk Arnsberg den Neunkirchener Stadtteil Struthütten im Siegerland.
- in Rheinland-Pfalz den regionalen Zuständigkeitsbereich der Struktur- und Genehmigungsdirektion Nord (ehemalige Regierungsbezirke Koblenz und Trier) mit Ausnahme der Landkreise Rhein-Lahn-Kreis und Westerwaldkreis, der Gemeinden Mudersbach, Brachbach, Berod und des Bendorfer Stadtteils Stromberg; im Bereich des Landkreises Bad Kreuznach sowie im regionalen Zuständigkeitsbereich der Struktur- und Genehmigungsdirektion Süd (im ehemaligen Regierungsbezirk Rheinhessen-Pfalz) in den Landkreisen Kusel und Mainz-Bingen gehören in der Regel die Orte, die sich auf dem linken Ufer des Glan bzw. der Nahe befinden und in der Stadt Bad Kreuznach der eigentliche Stadtbereich zur rheinischen Landeskirche.
- im Saarland die Kreise Merzig-Wadern, Neunkirchen und Saarlouis ganz, der Regionalverband Saarbrücken mit Ausnahme der Saarbrücker Stadtteile Ensheim und Eschringen sowie des Sulzbacher Stadtteils Schnappach, der Landkreis Sankt Wendel mit Ausnahme der St. Wendeler Stadtteile Niederkirchen, Hoof, Osterbrücken, Bubach, Saal und Marth sowie im Saarpfalz-Kreis der St. Ingberter Ortsteil Rentrisch.
- in Hessen die östliche Exklave mit dem Kirchenkreis an Lahn und Dill, bestehend aus Teilen des Lahn-Dill-Kreises (die Gemeinden Aßlar, Ehringshausen, Hohenahr, Hüttenberg, Leun, Schöffengrund, Solms, die Stadt Braunfels ohne die Stadtteile Altenkirchen und Philippstein, die Gemeinde Lahnau ohne den Ortsteil Waldgirmes, die Stadt Wetzlar ohne die Stadtteile Naunheim und Hermannstein; von der Gemeinde Greifenstein die Ortsteile Allendorf, Greifenstein, Holzhausen und Ulm, von der Gemeinde Mittenaar der Ortsteil Bellersdorf, von der Gemeinde Sinn der Ortsteil Edingen, von der Gemeinde Waldsolms die Ortsteile Griedelbach, Kraftsolms und Kröffelbach), des Landkreises Gießen (Gemeinde Wettenberg, von der Stadt Gießen der Stadtteil Lützellinden, von der Gemeinde Langgöns die Ortsteile Dornholzhausen, Niederkleen und Oberkleen, von der Stadt Lollar die Stadtteile Odenhausen und Salzböden) und einem kleinen Teil des Wetteraukreises (Stadtteil Ebersgöns der Stadt Butzbach).

## Geschichte
Das Gebiet der Evangelischen Kirche im Rheinland gehörte vor 1800 zu einer Vielzahl von Herrschaften, die im Laufe der Geschichte mehrmals ihre Grenzen veränderten. Den größten Anteil am Gebiet hatten die Kurfürsten von Köln, Trier und der Pfalz sowie die Herzöge von Jülich-Kleve-Berg und Pfalz-Zweibrücken. Aachen, Köln und Wetzlar waren in der Reformationszeit Reichsstädte.

### Anfänge der Reformation
Bereits vor der Reformation gab es im Rheinland an vielen Orten Gemeinschaften wie die Beginen und Begarden oder die Brüder vom gemeinsamen Leben, die der Gnadenlehre der römisch-katholischen Kirche und der Autorität des Papstes kritisch gegenüberstanden. Als Vorläufer der Reformation am Niederrhein gelten unter anderen Johannes Pupper (um 1400–1475) aus Goch oder Johann Wessel genannt von Gansfort (1419–1489). Geistige Strömungen, die ein offenes Klima für die Ideen der Reformation schufen, waren die Devotio moderna, der scholastische Nominalismus und der Humanismus.
Schon vor dem Anschlag der 95 Thesen war Martin Luther (1483–1546) als Abgesandter seines Ordens zum Provinzialkapitel der Augustiner-Eremiten im April/Mai 1512 in Köln gewesen. 1520 wurden Luthers Schriften von Nuntius Kardinal Hieronymus Aleander (1480–1542) öffentlich auf dem Kölner Domhof verbrannt.
Aber Luther fand auch früh Anhänger im Westen Deutschlands. Ab 1520 waren rheinische Studenten in Wittenberg immatrikuliert. Schon Anfang der 1520er Jahre verbreiteten Johann Campanus († um 1575) in Jülich, Johann Klopreis (um 1500–1536), Adolf Clarenbach (um 1497–1529) und Hendrik Bakker van Bommel am Niederrhein, Heinrich Himmel (1486–1529), Gerhard Westerburg († 1558), Theodor Fabricius (1501–1570) und Wilhelm von Isenburg-Grenzau (* 1460/70; † nach 1532) in Köln oder Nikolaus Faber († 1567) in Meisenheim die evangelische Lehre. 1523 wurde der vermutlich aus Essen stammende Augustiner Johannes van Esschen gemeinsam mit Hendrik Vos in Brüssel wegen reformatorischer Predigt verbrannt. Der Zisterzienser Gottschalk Moncordius, der wahrscheinlich reformatorische Ansichten vertrat, wurde 1524/25 vor das geistliche Gericht in Köln geladen. Wegen seiner Vorlesungen über die paulinischen Briefe wurde er auf Veranlassung des Inquisitors Arnold von Tongern († 1540) „gleichsam als Vorsteher der lutherischen Partei“ aus der Abtei Heisterbach entlassen und um sein väterliches Erbe gebracht.

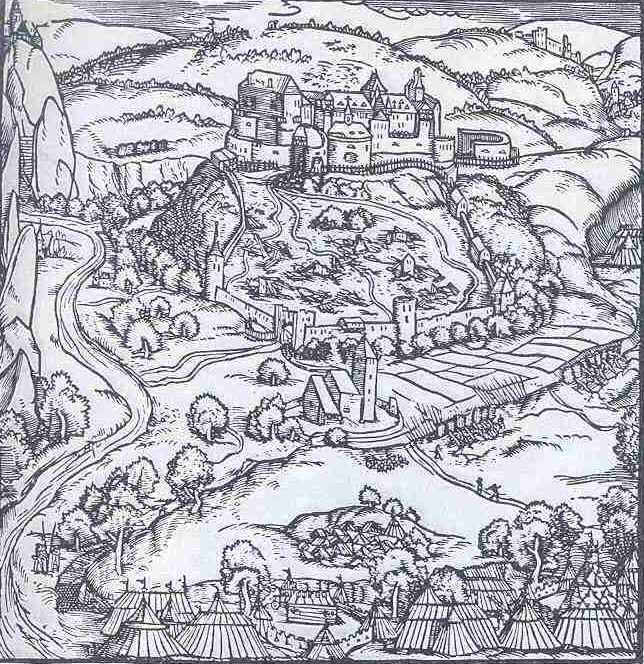
Die Ebernburg nach Conrad Faber von Kreuznach, 1523

Bedeutende rheinische Humanisten wie Hermann von Neuenahr (1492–1530), Jakob Sobius (1493–1527/28), Johannes Caesarius (1468–1550), Konrad Heresbach (1496–1576) oder Petrus Medmann (1507–1584) korrespondierten mit Luther und Philipp Melanchthon (1497–1560) in Wittenberg oder Heinrich Bullinger (1504–1575) in Zürich und waren ihnen teilweise persönlich bekannt.
Einige kleinere Herrschaften wandten sich schon sehr früh der Reformation zu. Franz von Sickingen (1481–1523), der kurpfälzische Amtmann in Kreuznach, ließ 1522 auf seiner Burg Ebernburg vom Burgkaplan Johannes Oekolampad (1482–1531) das Abendmahl „in beiderlei Gestalt“ austeilen. Ulrich von Hutten (1488–1523), Martin Bucer (1491–1551), Johann Schwebel (1490–1540) und Kaspar Hedio (1494–1552) fanden Aufnahme in seiner „Herberge der Gerechtigkeit“ (Hutten), Caspar Aquila (1488–1560) wurde Präzeptor seiner Söhne. Zu Sickingens Herrschaft gehörten auch Norheim und Traisen (Kirchenkreis an Nahe und Glan).

### Vom Reichstag zu Speyer 1526 bis zum Augsburger Religionsfrieden 1555

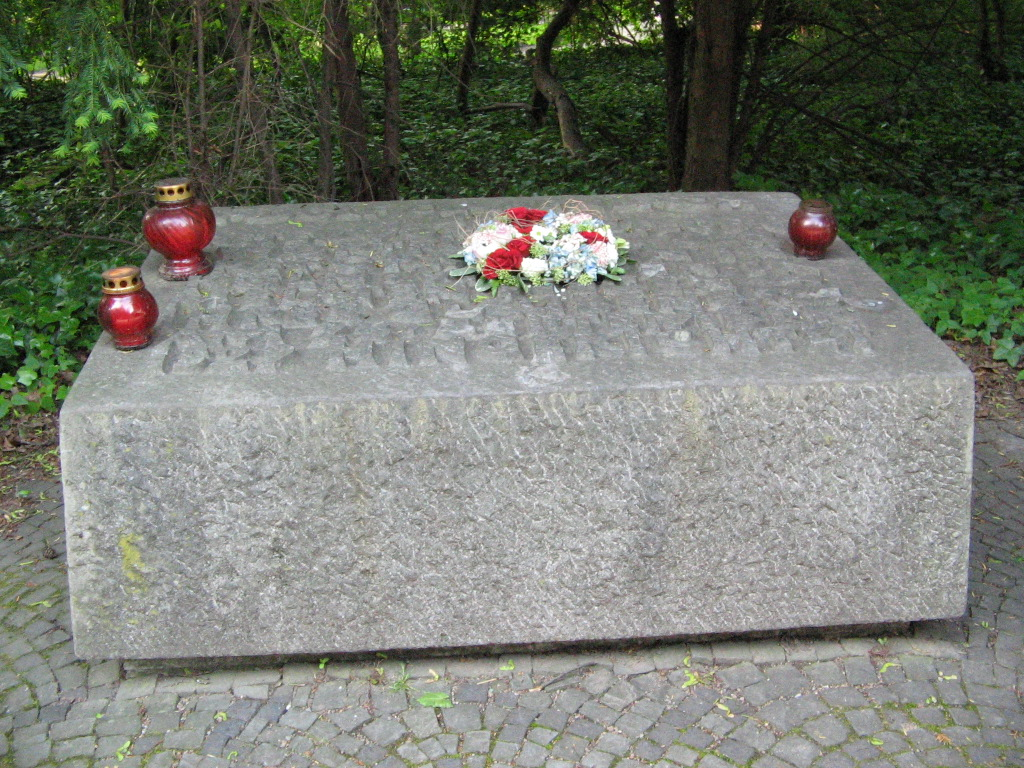
Gedenkstein für Adolf Clarenbach und Peter Fliesteden auf dem Melaten-Friedhof

Nach dem Reichstag zu Speyer von 1526, der die Bestimmungen des Wormser Ediktes von 1521 gelockert hatte, führten die Landgrafschaft Hessen, zu der Sankt Goar, Rhens, Werlau und Pfalzfeld in der Niedergrafschaft Katzenelnbogen gehörten (Gemeinden im Kirchenkreis Koblenz), die Herrschaften des Wetterauer Grafenvereins (Gemeinden im Kirchenkreis Wetzlar) und die Reichsherrschaft Wickrath der Herren Quadt (Gemeinden in den Kirchenkreisen Gladbach-Neuss und Jülich) die Reformation ein. In den hessischen Gebieten am Mittelrhein und um Wetzlar wirkte dabei Adam Krafft (1493–1558) als Reformator.
Auf der Reise zum Marburger Religionsgespräch machten 1529 der Zürcher Reformator Huldrych Zwingli (1484–1531) und Martin Bucer in Meisenheim und in St. Goar Station. Am 28. September 1529 wurden Adolf Clarenbach und Peter Fliesteden († 1529) auf dem Melaten-Friedhof in Köln als lutherische Ketzer verbrannt.
Im Herzogtum Pfalz-Zweibrücken, in dem 1523 Johann Schwebel zum Hofprediger berufen worden war und Nikolaus Faber, der in Wittenberg studiert hatte, seit Pfingsten 1526 in Meisenheim das Abendmahl in beiderlei Gestalt ausgeteilt hatte, wurde die Reformation 1533 endgültig eingeführt (Gemeinden in den Kirchenkreisen Trier, Simmern-Trarbach, An Nahe und Glan und Obere Nahe). Der Herzog von Pfalz-Zweibrücken wandte sich 1588 dem Calvinismus zu, die Seitenlinien Pfalz-Veldenz und Pfalz-Birkenfeld blieben mit ihren Herrschaften evangelisch.
Am protestantischen Schmalkaldischen Bund beteiligten sich aus dem rheinischen Gebiet nur die Landgrafschaft Hessen (ab 1531) und die Grafschaft Nassau-Weilburg (Gemeinden im Kirchenkreis Wetzlar) (ab 1537). Die Kurpfalz und die Vereinigten Herzogtümer Jülich-Kleve-Berg nahmen eine vermittelnde Position ein und standen dem Bund nahe. Die Absicht von Erzbischof Hermann von Wied (1477–1552; reg. 1515–1547), Kurköln in ein weltliches protestantisches Herzogtum umzuwandeln, wurde vom Schmalkaldischen Bund nur halbherzig unterstützt.
Ab 1541 reformierten die kurpfälzischen Wittelsbacher ihr „Viertälergebiet“ um Bacharach am Mittelrhein (Gemeinden im Kirchenkreis Koblenz). Wetzlar und Wesel wurden 1542 evangelisch. In der Grafschaft Wied wurde die Reformation zwischen 1542 und 1556 eingeführt (Gemeinden in den Kirchenkreisen Altenkirchen und Wied). In der an Kleve verpfändeten ehemaligen Reichsstadt Duisburg setzte sich 1543 die Reformation durch. Um 1543 wurde die Grafschaft Salm-Reifferscheidt-Dyck evangelisch (bis 1650; Gemeinden im Kirchenkreis Gladbach-Neuss). 1544 führte Graf Arnold II. von Bentheim-Steinfurt ä. L. (1497–1553) in seinen Herrschaften Wevelinghoven und Lievendahl die Reformation ein (Gemeinde im Kirchenkreis Gladbach-Neuss). Auch in Aachen entstand 1544 eine evangelische Gemeinde, die aber in der Folgezeit Repressalien ausgesetzt war, bis 1614 alle Protestanten ausgewiesen wurden. 1546/47 fasste die Reformation in der Herrschaft Meiderich der Herren Quadt zu Wickrath Fuß (Gemeinden im Kirchenkreis Duisburg). Um 1548 wurden die Wild- und Rheingrafschaft und die Herrschaft Dhaun evangelisch (Gemeinden in den Kirchenkreisen Simmern-Trarbach, An Nahe und Glan und Obere Nahe). Im jülich-simmernschen Kondominium Oberwinter hielt die Reformation unter dem Einfluss der Lehensträger Quadt und Manderscheid 1549 Einzug. Ab 1552 wurde die Reformation in der Herrschaft Gimborn eingeführt (Gemeinden im Kirchenkreis an der Agger). Die Grafschaft Solms-Braunfels, deren Graf Philipp (1494–1581, reg. 1547) bereits 1549 evangelische Pfarrer in einem Konflikt gegen den Trierer Kurfürsten unterstützt hatte, folgte 1554 (Gemeinden im Kirchenkreis Braunfels).

### Nach dem Augsburger Religionsfrieden 1555

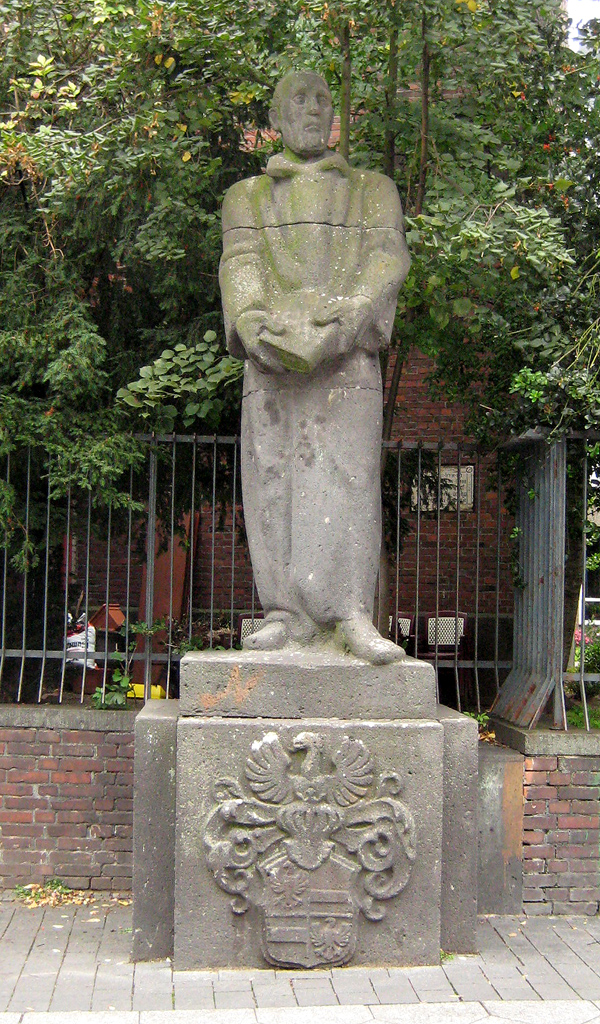
Hermann von Neuenahr, der die Reformation in der Grafschaft Moers einführte, Standbild in Krefeld neben dem Hauptportal der Alten Kirche

Nach dem Augsburger Reichs- und Religionsfrieden von 1555 führte Friedrich der Fromme (ab 1559 Kurfürst der Pfalz), dem die Vordere Grafschaft Sponheim zu 3/5 gehörte, 1557 den Protestantismus ein (Gemeinden in den Kirchenkreisen An Nahe und Glan und Simmern-Trarbach). Es bestand jedoch ein Kondominium mit der seit 1569 bzw. 1622 katholischen Markgrafschaft Baden-Baden, die einen Anteil von 2/5 an der Grafschaft innehatte und ebenfalls auf die konfessionellen Verhältnisse Einfluss nahm. Ab 1685 wurde auch die Kurpfalz von einer katholischen Linie (Pfalz-Neuburg) regiert; Baden-Baden fiel dagegen 1771 an die protestantische Linie Baden-Durlach.
Die Hintere Grafschaft Sponheim war ebenfalls ein Kondominium der Pfalzgrafen bei Rhein (zunächst Pfalz-Simmern, aber 1559 Herzogtum Pfalz-Zweibrücken, ab 1569 Pfalz-Birkenfeld) und der Markgrafen von Baden (meistens aus der Linie Baden-Baden). Zwar hatten nominell beide Landesherren die gleichen Rechte, in der Regel konnten sich die Pfalzgrafen aber in den Religionsangelegenheiten durchsetzen. In der gesamten Grafschaft wurde die Reformation im Jahr 1557 durch Friedrich den Frommen eingeführt. Als Friedrich 1559 Kurfürst der Pfalz wurde, ging der pfälzische Anteil an der Hinteren Grafschaft Sponheim an die Linie Pfalz-Zweibrücken bzw. später Pfalz-Birkenfeld über, so dass die hintersponheimischen Gemeinden lutherisch blieben (Gemeinden in den Kirchenkreisen Simmern-Trarbach, Obere Nahe, Trier und Koblenz).
Um 1557 reformierte Gotthardt von Mirlaer-Milendonk († 1575/79) die Herrschaft Frohnenbruch-Hoerstgen (Gemeinden im Kirchenkreis Moers). Die 1559 durchgeführte Reformation der Grafschaft Manderscheid-Schleiden, zu der damals auch die Grafschaft Virneburg gehörte, (Gemeinden in den Kirchenkreisen Aachen, Köln-Süd, Koblenz und Trier) endet nach dem Tod des Grafen Dietrich VI. (1560–1593). Die Grafschaft Moers wurde 1560 evangelisch (Gemeinden in den Kirchenkreisen Moers, Krefeld-Viersen und Köln-Nord), 1561 die Grafschaft Sayn (Gemeinden in den Kirchenkreisen Altenkirchen und Koblenz) und die Herrschaft Quadt-Landskron (Gemeinden in den Kirchenkreisen Bad Godesberg-Voreifel und Koblenz). 1563 wurde die Stadt Essen gegen den Widerstand des Stiftes Essen evangelisch, im selben Jahr auch die saynische Reichsherrschaft Homburg (Gemeinden im Kirchenkreis An der Agger). In der Herrschaft Broich setzt sich die Reformation unter den Grafen von Daun-Falkenstein ab 1552/54 bis 1591 durch (Gemeinden im Kirchenkreis An der Ruhr). 1566/67 wurde die Herrschaft Werth der Grafschaft Pallandt-Culemborg (Gemeinden im Kirchenkreis Wesel) reformiert, um 1571 die Herrschaft Hardenberg der Bernsau (Gemeinden im Kirchenkreis Niederberg).
1574 wurde das evangelische Bekenntnis in der Grafschaft Saarbrücken und der Herrschaft Ottweiler eingeführt (Gemeinden in den Kirchenkreisen Saar-West und Saar-Ost); nach der französischen Besetzung 1680 erfolgte eine teilweise Rekatholisierung unter Ludwig XIV. (1638–1715). Mehrfache Konfessionswechsel gab es in der Reichsherrschaft Wildenburg (Gemeinden im Kirchenkreis An der Agger).
1609 bzw. 1614 (Vertrag von Xanten) fielen das Herzogtum Kleve und die Grafschaft Mark (Gemeinden in den Kirchenkreisen Oberhausen, Essen, Wuppertal und An der Agger) an das protestantische Herzogtum Brandenburg-Preußen.
Während des Achtzigjährigen Krieges (1568–1648) bzw. im Dreißigjährigen Krieg (1618–1648), im Holländischen Krieg (1672–1679), im Reunionskrieg (1683–1684) und im Pfälzischen Erbfolgekrieg (1688–1697) wurden weite Teile des Rheinlandes verwüstet. Besonders im rheinischen Oberland wechselten Regionen und Gemeinden dabei oft mehrfach die Besatzer und damit die Konfession. Für das Eigentum an Kirchen und Schulen und damit die öffentliche Religionsausübung wurde im Westfälischen Frieden von 1648 und in den Religionsverhandlungen zwischen Brandenburg-Preußen und Pfalz-Neuburg (Religionsnebenrezess im Vertrag von Kleve 1666; Religionsvergleich von Cölln 1672) mit gewissen Ausnahmen der Besitzstand des Normaljahres 1624 (für das Herzogtum Kleve 1609) festgelegt.
Während dieser Kriege, die oft auch als Religionskriege verstanden wurden, immigrierten viele niederländische, wallonische und französische Protestanten in das Rheinland und gründeten hier eigenständige Flüchtlingsgemeinden – z. B. in Aachen, Burtscheid, Wesel, Emmerich am Rhein, Kleve, Rees, Büderich, Duisburg, Köln, Ludweiler, Wetzlar –, die teilweise bis in den Anfang des 19. Jahrhunderts weiter bestanden. In Wesel wirkten in der zweiten Hälfte des 16. Jahrhunderts unter anderem die exilierten protestantischen Theologen Pieter Overd’hage Gandavensis, John Bale, François Perrucelle dit de la Riviere und Hendrik Bakker van Bommel, in Duisburg Pieter Overd’hage, Johann Otho, Heinrich Castritius Geldorp und Johannes Molanus, in Bacharach Johannes Anastasius (Jan Gerritsz. Versteghe) Veluanus.
1655 wurde von Kurbrandenburg die Alte Universität Duisburg gegründet (1818 übergegangen auf die Universität Bonn), auf der zahlreiche reformierte Theologen aus dem Rheinland studierten, die sonst vielfach auch die benachbarte Hohe Schule Herborn oder niederländische Universitäten besuchten. Eine bevorzugte Universität der rheinischen Lutheraner war die 1621 aus einer Akademie hervorgegangene Universität Straßburg. Die Universität Leiden war ab 1581 (Abschaffung des Konfessionseids) für rheinische Studenten beider Konfessionen offen.

### Entwicklung in den katholischen Territorien des Alten Reiches

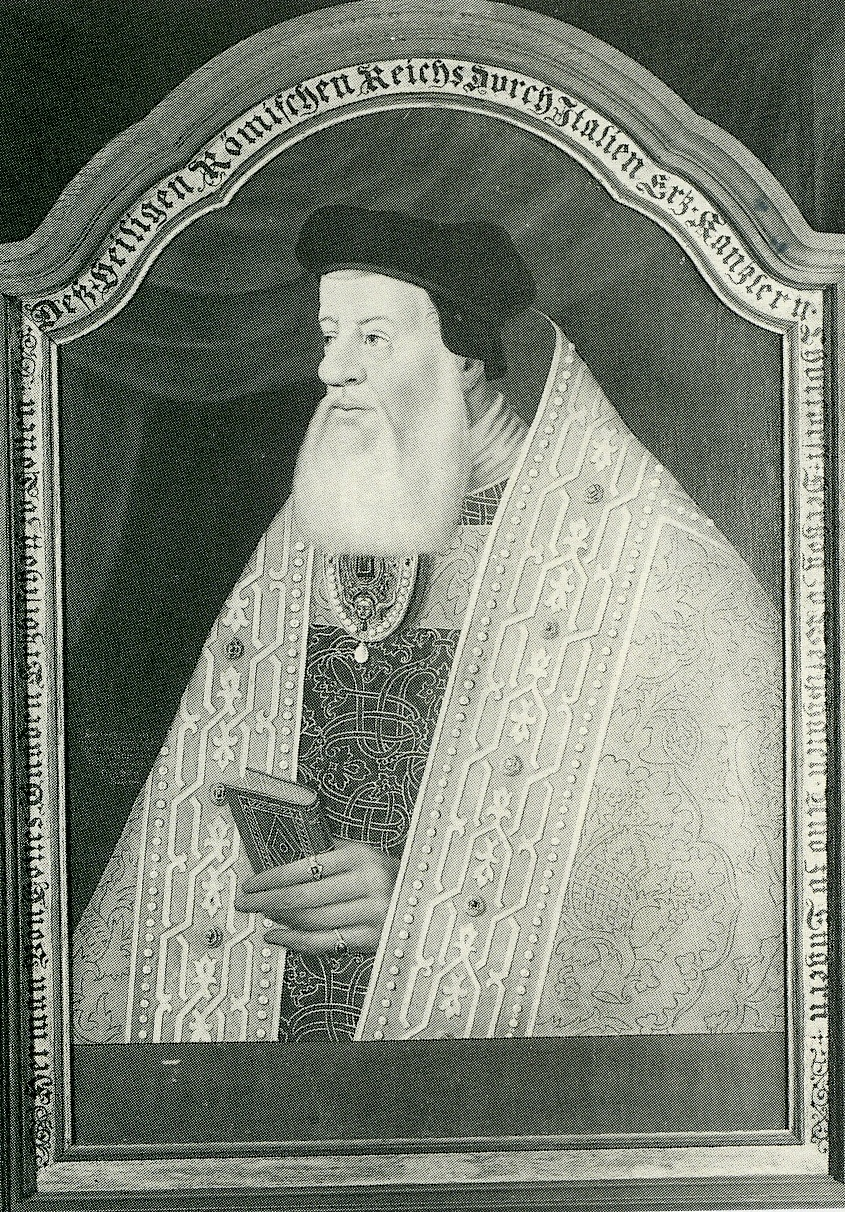
Hermann von Wied, Initiator der gescheiterten Kölner Reformation

In manchen altgläubig gebliebenen Territorien des Rheinlandes wurden evangelische Gemeinden mehr oder weniger toleriert. Am 19. Februar 1527 fand in Düsseldorf im Herzogtum Berg unter der Moderation des kursächsischen Rates Anarg zu Wildenfels das „Düsseldorfer Religionsgespräch“ zwischen Friedrich Myconius (Mecum) und dem Franziskanerobservanten Johann Heller aus Korbach statt, dem wohl Konrad Heresbach und weitere herzogliche Räte beiwohnten. Die Düsseldorfer Mecumstraße wurde zur Erinnerung an die erste evangelische Predigt in der Stadt nach Myconius benannt. Das 1545 von Wilhelm V. in Düsseldorf gegründete Gymnasium illustre (1620 an die Jesuiten übertragen, heute: Görres-Gymnasium) bereitete unter seinem ersten Rektor Johannes Monheim und seinen Nachfolgern viele angehende protestantische rheinische Pfarrer auf das Studium vor.
Vereinzelt entstanden evangelische Gemeinden um 1530/40 auch im Herzogtum Jülich (Gemeinden in den Kirchenkreisen Jülich und Köln-Süd), um 1540/50 im Herzogtum Kleve (Gemeinden in den Kirchenkreisen Wesel, Kleve, Dinslaken und Duisburg), um 1550 im Stift Werden (Gemeinden in den Kirchenkreisen Essen, An der Ruhr und Moers), um 1550/60 im Herzogtum Berg (Gemeinden in den Kirchenkreisen Düsseldorf, Düsseldorf-Mettmann, Wuppertal, Niederberg, An der Ruhr, Lennep, Solingen, Köln-Rechtsrheinisch, An Sieg und Rhein) und der Herrschaft Schöller (Kirchenkreis Niederberg) oder um 1555/60 unter der Vogtei von Jülich in der Herrschaft Breisig des Stiftes Essen (Gemeinden im Kirchenkreis Koblenz).
Insbesondere die Administration der Vereinigten Herzogtümer Jülich-Kleve-Berg war unter den Herzögen Johann genannt der Friedfertige und Wilhelm V. genannt der Reiche humanistisch-erasmisch ausgleichend gesinnt; 1532 und 1533 wurden dort (altgläubige) Kirchenordnungen eingeführt, an deren Erarbeitung Philipp Melanchthon beteiligt war. Herzog Wilhelm V. selbst feierte ab 1543 bis 1570 das Abendmahl in „beiderlei Gestalt“, und sein Kanzler Johann Ghogreff wollte dies 1548 auch den Pfarrern gestatten. 1564 beauftragte Herzog Wilhelm V. einige evangelisch, römisch-katholisch und erasmisch gesinnte Räte unter Federführung von Georg Cassander, gemeinsam eine Kirchenreform vorzubereiten. Vom 12. bis 21. Januar 1567 fand in Düsseldorf auf Einladung von Wilhelm V. eine große Religions-Konferenz unter Vorsitz von Wilhelm Ketteler statt, an der 28 römisch-katholische, erasmische, lutherische und reformierte Politiker und Theologen teilnahmen. Delegierte aus niederländischen Flüchtlingsgemeinden legten 1568 auf dem Weseler Konvent eine Grundlage für die Kirchenordnung der reformierten Kirchen in den Niederlanden und zur Einführung presbyterial-synodaler Strukturen, die auch in die deutschen Gemeinden in den Herzogtümern Jülich-Kleve-Berg hinein ausstrahlte. Mit Beginn der Statthalterschaft von Herzog Alba in den benachbarten spanischen Niederlanden, zu dem auch das ehemalige Herzogtum Limburg (mit Herzogenrath und Merkstein) gehörte, 1567 und dem Regierungsantritt von Herzog Johann Wilhelm von Jülich-Kleve-Berg als Mitregent seit 1586 endete diese tolerante Phase.
Unter den Erzbischöfen Hermann V. von Wied und Gebhard Truchsess von Waldburg-Trauchburg scheiterten 1542 bis 1547 (unter Mitwirkung von Philipp Melanchton und Martin Bucer) und 1582 bis 1589 zwei Versuche, die Reformation im Kurfürstentum Köln einzuführen. Auch der Versuch von Caspar Olevian, 1559 eine evangelische Gemeinde in Trier zu gründen, wurde vom dortigen Erzbischof und Kurfürsten unterbunden. Erst 1783/84 erließ der letzte Trierer Kurfürst Clemens Wenzeslaus von Sachsen ein sehr beschränktes Toleranzedikt für Protestanten „an allen Orten, wo nur ein wahrer Nutzen für den Handel desselben nach vorläufiger Untersuchung anzuhoffen steht“.
Evangelische Gemeinden waren in katholischen Territorien am Niederrhein vom 16. bis zum 18. Jahrhundert vielfach Bedrückungen ausgesetzt, durften die Religion öffentlich nicht ausüben, mussten sich heimlich organisieren und bezeichneten sich selbst als „Gemeinden unter dem Kreuz“. Ihr Kennzeichen wurde in Anlehnung an Offb 8,6 ; 14,6f  u. a. ein Posaunenengel („Geusen-Daniel“) als Wetterfahne.

### Jülich-klevischer Erbfolgestreit und Religionsvergleiche zwischen Pfalz-Neuburg und Brandenburg-Preußen

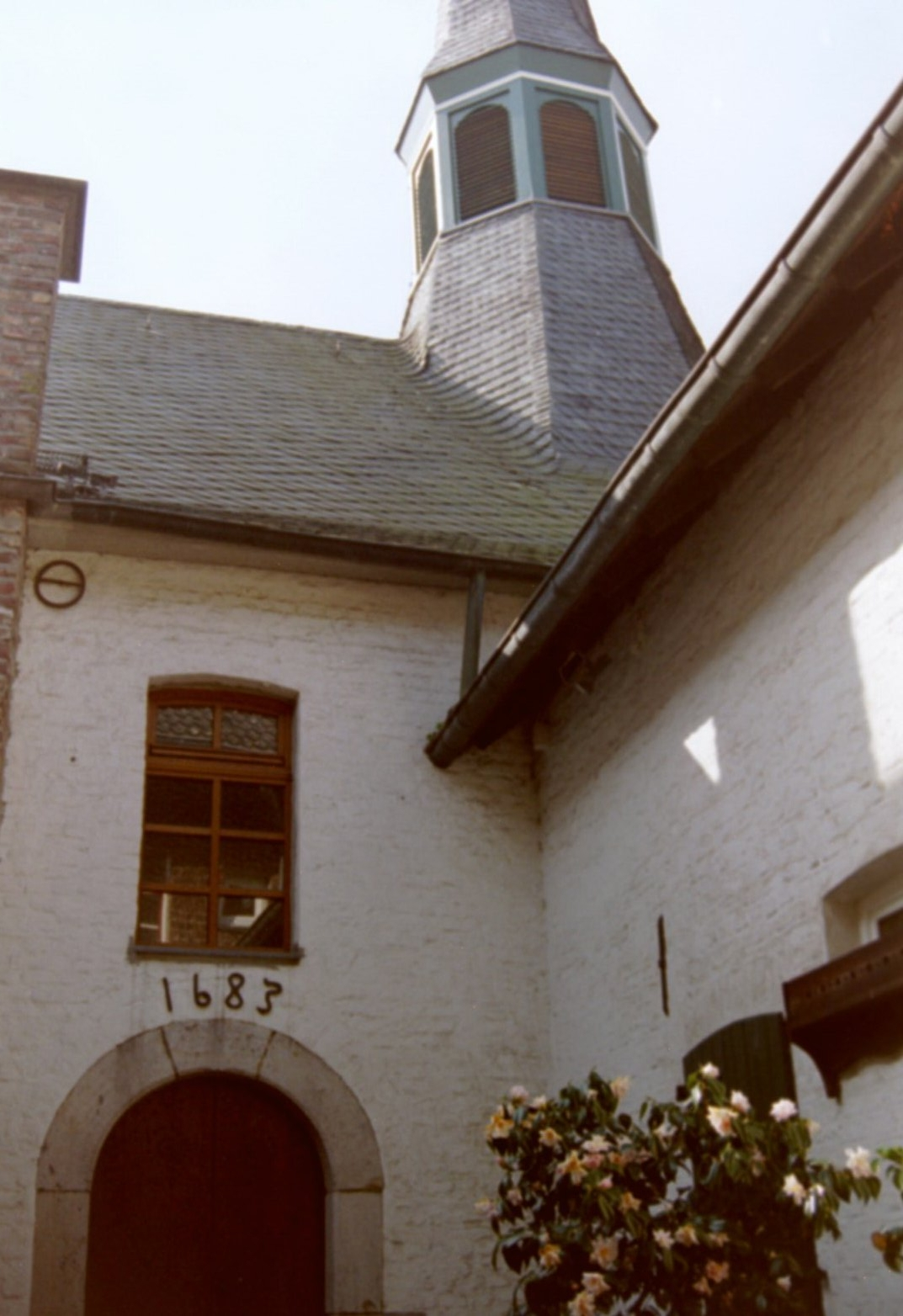
Evangelische Hofkirche in Lövenich, 1683

Als Johann Wilhelm, der letzte Herzog von Jülich-Kleve-Berg, 1609 kinderlos verstorbenen war, wurden diese Herzogtümer für kurze Zeit von protestantischen Fürsten regiert: Während des Jülich-klevischen Erbfolgestreits einigten sich der lutherische Kurfürst Johann Sigismund von Brandenburg (1572–1620) bzw. dessen seit Pfingsten 1610 reformierter Bruder und Statthalter in Düsseldorf Markgraf Ernst von Brandenburg (1583–1613) und der lutherische Pfalzgraf Wolfgang Wilhelm von Pfalz-Neuburg (1578–1653) im Dortmunder Rezess von 1609 darauf, die umstrittenen Territorien vorläufig gemeinschaftlich zu verwalten. In dieser Zeitspanne fanden im September 1610 in der Salvatorkirche in Duisburg die Erste Reformierte Generalsynode und 1612 in Jülich, Dinslaken und Unna erste lutherische Provinzialsynoden in den Herzogtümern Jülich, Kleve, Berg und der Grafschaft Mark statt. Der Vertrag von Xanten 1614 führte dann zur Aufteilung der Gebiete zwischen Pfalz-Neuburg und Brandenburg-Preußen. Die Obrigkeit in Kleve und Mark war mit dem Übertritt von Kurfürst Johann Sigismund am Weihnachtstag 1613 zum Calvinismus reformiert geworden, Pfalzgraf Wolfgang Wilhelm in Jülich-Berg konvertierte 1613 heimlich und 1614 öffentlich zum Katholizismus.
Den Evangelischen im Jülich-Berg wurde 1666 und 1672 in den Religionsvergleichen zwischen Brandenburg-Preußen und Pfalz-Neuburg Religionsausübung und bürgerliche Gleichberechtigung gewährt. Beide Staaten erkannten sich 1672 im Religionsrezess von Cölln (erst 1683 ratifiziert) gegenseitig als Schutzherren für die jeweils eigene Konfession auf dem anderen Territorium an. Streitigkeiten zwischen dem katholischen und evangelischen Lager wurden auf Religionskonferenzen in Neuß 1683 und Rheinberg 1697 verhandelt. Weiterhin aber wurde das protestantische Bekenntnis in Jülich-Berg lediglich toleriert; evangelische Kirchen etwa durften nicht an öffentlichen Verkehrsflächen, sondern nur als unauffällige Hauskirche oder in Hinterhöfen als Hofkirche errichtet werden.

### Rijswijker Klausel und Kurpfälzische Religionsdeklaration
In der Kurpfalz, seit 1685 unter einem katholischen Regenten, waren die reformierte und die lutherische Kirche konsistorial organisiert und der Administration in Heidelberg bzw. Düsseldorf unterstellt. Nach dem Frieden von Rijswijk 1697 hatte Kurfürst Johann Wilhelm („Jan Wellem“) (1658–1716) versucht, die Stellung der katholischen Kirche aufgrund der sogenannten „Rijswijker Klausel“ gegenüber dem Stand von 1648 bzw. des Normaljahres 1624 auszuweiten. 1705 kam jedoch mit der Kurpfälzischen Religionsdeklaration ein Vergleich über das Religionswesen zu Stande, nachdem König Friedrich Wilhelm I. in Preußen (1657–1713) seine Regierungen in Halberstadt, Magdeburg und Minden angewiesen hatte, die dortigen katholischen Güter, Gefälle und Renten genauso wie die der Reformierten in der Kurpfalz zu behandeln.

### Gründung evangelischer Gemeinden während der Zugehörigkeit zur Ersten Französischen Republik
Fast rein katholisch blieben bis zur Eroberung durch die Erste Französische Republik 1792/94 bzw. bis zum Frieden von Lunéville 1801 die Kurfürstentümer Köln, Trier und Mainz (zum Hochstift Mainz gehörten Bingerbrück, Weiler bei Bingen und Trechtingshausen), die Reichsabteien Kornelimünster, Burtscheid, Thorn (dazu gehörte Übach), Stablo-Malmedy, St. Maximin (Trier), St. Michael (Siegburg), Echternach (dazu gehörte Dreis), die Stifte Elten, Sterkrade (klevische Landeshoheit), Saarn (innerhalb der Herrschaft Broich), Mettlach (Streubesitz an Saar und Mosel) und Fraulautern, die Deutschordensballei Koblenz (dazu gehörte die reichsunmittelbare Herrschaft Elsen bei Grevenbroich), der Teil Österreichisch Geldern des Herzogtums Geldern (Elmpt, Niederkrüchten, Wegberg), die Spanischen bzw. Österreichischen Niederlande (Alsdorf, Herzogenrath, Merkstein, Rimburg, Scherpenseel, Rurdorf, Welz sowie die brabantischen Exklaven um Kerpen und Lommersum) und das Herzogtum Luxemburg (Gebiete um Bitburg, Neuerburg, Kronenburg, abhängige Grafschaft Schleiden), das kurkölnische Vest Recklinghausen (Osterfeld, heute Stadtbezirk von Oberhausen), das Herzogtum Lothringen (Gebiet um Saarlouis; seit 1679 französisch), einige kleinere Adelsherrschaften sowie die Freien Reichsstädte Aachen und Köln. Lediglich in der Stadt Köln gab es, bedingt besonders durch den Handel und Flüchtlinge aus den Niederlanden während des Achtzigjährigen Krieges, eine kleine, vielen Repressalien ausgesetzte evangelische Minderheit.
In diesen Gebieten war es erstmals in der französischen Zeit möglich, aufgrund der Organischen Artikel von 1802 legale evangelische Kirchengemeinden zu gründen (Gemeinden in den Kirchenkreisen Aachen, Köln-Mitte, Trier, Koblenz, Krefeld-Viersen, Kleve, Leverkusen, Gladbach-Neuss, Bonn, Bad Godesberg-Voreifel, Saar-West u. a.). Im Gebiet der heutigen Evangelischen Kirche im Rheinland hat die römisch-katholische Kirche noch heute etwa doppelt so viele Mitglieder wie die evangelische Landeskirche.
Die protestantischen Gemeinden, die sich in den von Frankreich annektierten linksrheinischen Gebieten neu gründeten, mussten sich zwar gemäß den Bestimmungen der Organischen Artikel einem reformierten oder „augsburgischen“ (lutherischen) Konsistorialverband zuordnen, verstanden sich aber von Anfang an als uniert evangelisch. Im Arrondissement Simmern des Département de Rhin-et-Moselle (Rhein und Mosel) wurden die reformierten und lutherischen Inspektionen bereits 1802 zu einem gemeinsamen Konsistorium, dem „Protestantischen Kirchenrat“, zusammengefasst (Simmernsche Union). Im benachbarten Département du Mont-Tonnerre (Donnersberg) südlich der Nahe unterschrieben 1802 fast 100 Pfarrer eine Petition, die eine Verwaltungsunion forderte, darunter auch Pfarrer aus dem grenznahen Kanton Meisenheim im Saardepartement.

### Bekenntnisstände vor dem Wiener Kongress

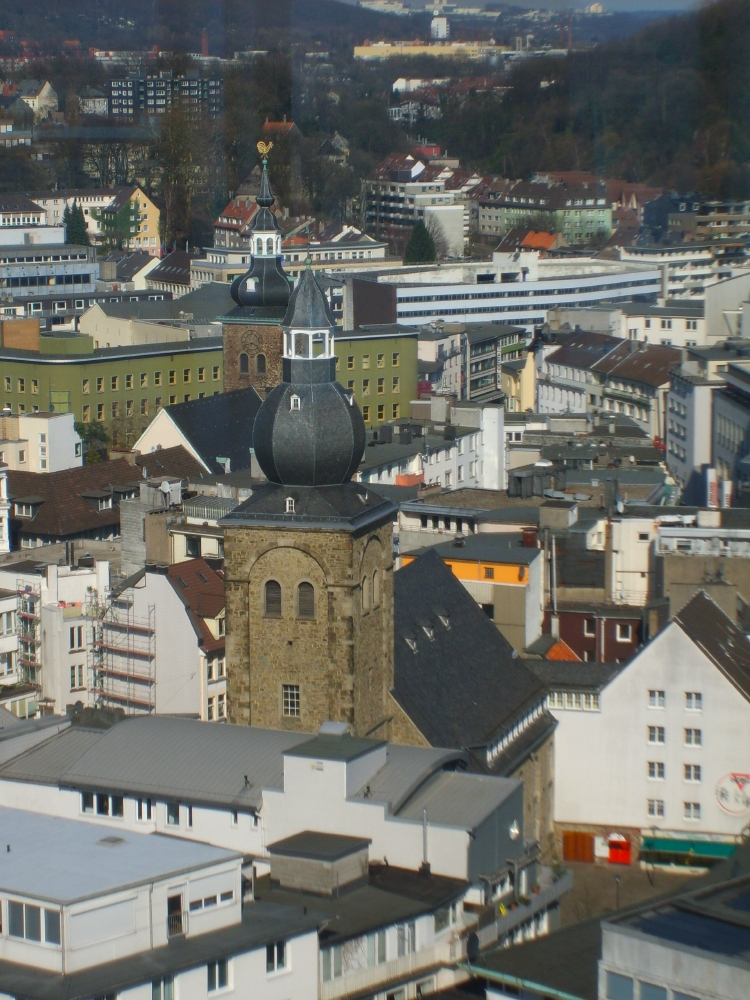
Nebeneinander: Alte reformierte Kirche (vorne) und Alte lutherische Kirche am Kolk, Wuppertal-Elberfeld

Auch die Gemeinden in Territorien mit evangelischer Herrschaft wechselten im Laufe der Geschichte oft, zum Teil mehrfach, ihren Bekenntnisstand zwischen der reformierten und der lutherischen Konfession. Am Ende der französischen Epoche stellte sich die innerevangelische konfessionelle Aufsplitterung im Rheinland grob folgendermaßen dar:
- Reformiert oder lutherisch waren die Gemeinden im Bereich des Großherzogtums Berg, der ehemaligen Herzogtümer Jülich, Kleve, Pfalz-Zweibrücken und Pfalz-Simmern sowie der früheren Grafschaften Sayn-Altenkirchen und Vordersponheim; meist überwog dabei der Anteil reformierter Gemeinden deutlich. In vielen Orten gab es zwei evangelische Gemeinden unterschiedlichen Bekenntnisses mit sich überschneidendem Parochialgebiet (u. a. in Düsseldorf, Kaiserswerth, Ratingen, Wesel, Emmerich, Ringenberg, Rees, Kleve, Dinslaken, Isselburg, Schermbeck, Duisburg, Velbert, Heiligenhaus, Mettmann, Elberfeld, Barmen, Cronenberg, Solingen, Hückeswagen, Düren, Mülheim am Rhein, Jülich, Bendorf, Altenkirchen, Almersbach, Daaden, Hamm, Kreuznach, heute nur noch in Ronsdorf und Radevormwald).
- Reformiert waren die Gemeinden im Bereich des früher kurpfälzischen Viertälergebietes am Mittelrhein, der früheren Grafschaften Moers, Wied, Solms-Braunfels sowie der früheren Herrschaften Broich, Homburg, Werth, Oberwinter. In Moers, Krefeld, Mülheim an der Ruhr, Bacharach und Neuwied gab es kleine lutherische Gemeinden neben den größeren reformierten.
- Lutherisch waren die Gemeinden im Bereich der früheren Grafschaften Pfalz-Veldenz, Hintersponheim, Wild- und Rheingrafschaft, Nassau-Saarbrücken, Mark, der ehemals hessischen Gebiete um St. Goar und um Wetzlar, der früheren Herrschaften Gimborn, Breisig und der Städte Essen und Wetzlar. In Essen, Wetzlar, St. Goar, Saarbrücken und Ludweiler gab es kleine reformierte Gemeinden neben den größeren lutherischen.
- Uniert waren die in der Zeit der Zugehörigkeit zu Frankreich und danach in den ehemaligen katholischen Territorien linksrheinisch (Kurfürstentümer Trier, Köln, Österreichische Niederlande, Herzogtümer Lothringen und Luxemburg, Reichsstädte Aachen, Köln u. a.) bzw. rechtsrheinisch (Großherzogtum Berg) neu gegründeten Gemeinden, auch wenn die Kirchenunion formal teilweise erst später vollzogen werden konnte (z. B. Köln 1801/08/26, Aachen 1802/37, Koblenz 1803/17, Neuss 1804/05/08, Geldern 1808 (Zusammenschluss einer reformierten und einer lutherischen Restgemeinde), Bonn 1816, Trier 1816/17, Mayen 1822, Siegburg 1829).

### Vom Wiener Kongress bis zum Ersten Weltkrieg

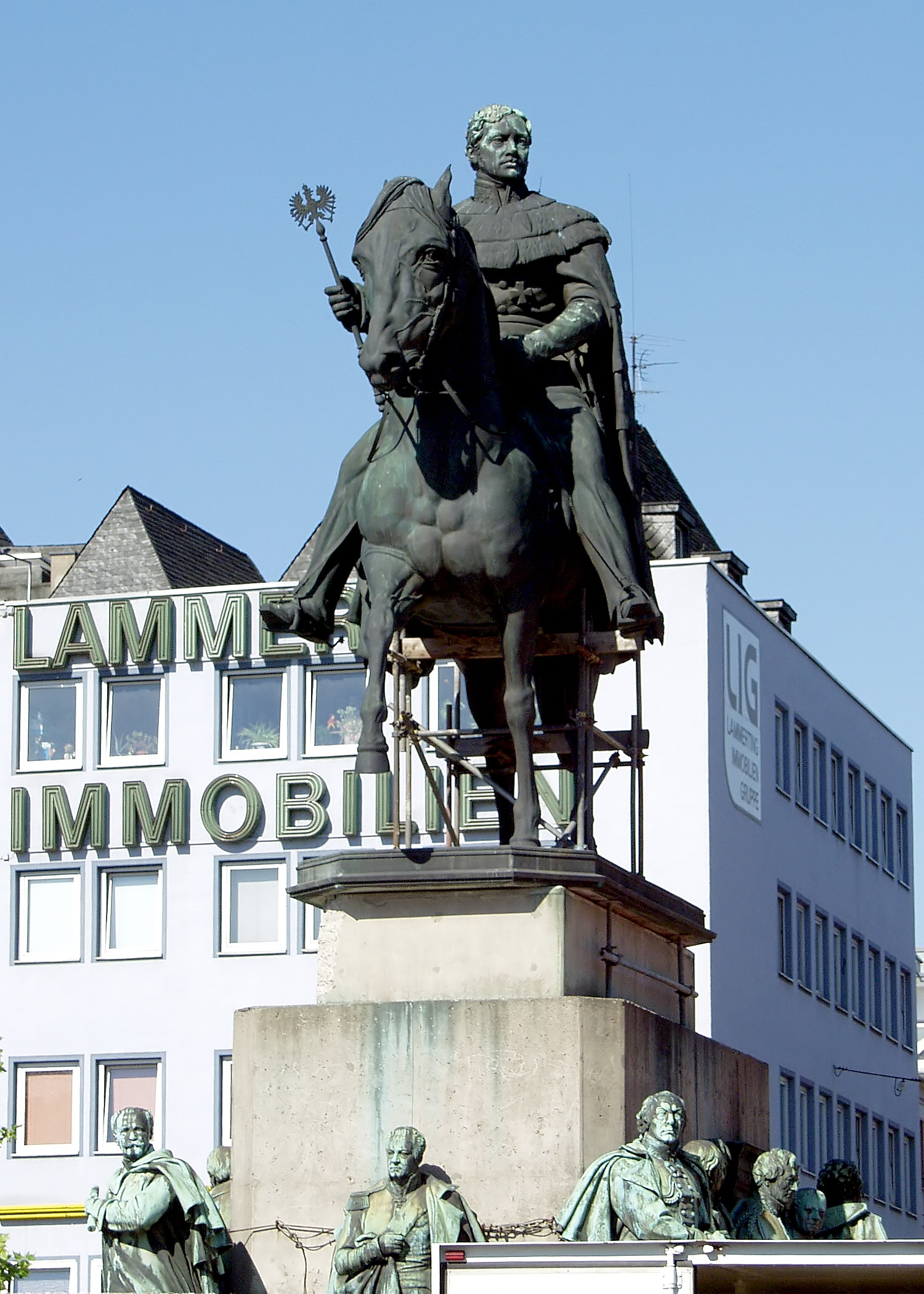
Reiterstandbild Friedrich Wilhelms III. von Preußen auf dem Kölner Heumarkt

Auf dem Gebiet der heutigen Evangelischen Kirche im Rheinland wurden nach dem Wiener Kongress 1815 die beiden preußischen Provinzen Jülich-Kleve-Berg (Hauptstadt Köln) und Großherzogtum Niederrhein (Hauptstadt Koblenz) gebildet. Bis 1816 unterstanden das rechtsrheinische Kleve und die neupreußischen Grafschaften Essen und Werden dem westfälischen Generalgouvernement zwischen Weser und Rhein in Münster, während das Siegerland und das Wittgensteiner Land noch bis Anfang 1817 der Verwaltung in Koblenz zugeordnet waren.
In jenen Jahren entstanden auch die kirchlichen Verwaltungsstrukturen der Rheinprovinz bzw. deren beider Vorgängerprovinzen. In Düsseldorf wurde bereits 1814 provisorisch ein Konsistorium gebildet, das 1815 Oberkonsistorium für die Provinz Jülich-Kleve-Berg wurde. Am 23. April 1816 wurde es nach Köln verlegt. Für die Provinz Großherzogtum Niederrhein wurde 1815 in Koblenz ein Oberkonsistorium eingerichtet. Dem Koblenzer Konsistorium zugeordnet waren auch die preußischen evangelischen Garnisonsgemeinden in den Bundesfestungen Luxemburg (bis 1867) und Mainz. 1822 wurden die Provinzen Jülich-Kleve-Berg und Großherzogtum Niederrhein zur Rheinprovinz (Hauptstadt Koblenz) vereinigt.
Vermutlich in Anspielung auf die vorherrschende Uniformfarbe der Preußischen Armee werden Protestanten in Gebieten des südlichen Rheinlands mit überwiegend katholischer Bevölkerung noch heute manchmal als „Blauköpp“ bezeichnet.
„Oberhaupt der Kirche“ bzw. beider Kirchenprovinzen war wie in allen anderen preußischen Provinzen der jeweilige König von Preußen als „summus episcopus“. Am 9. Oktober 1817 rief König Friedrich Wilhelm III. von Preußen (1770–1840) anlässlich der 300-Jahr-Feier des Anschlags der 95 Thesen zu einer Union des lutherischen und des reformierten Bekenntnisses auf. Der Unionsaufruf wurde vom Hofprediger Ruleman Friedrich Eylert (1770–1852) verfasst: In „dem damaligen unglücklichen Sectengeiste unüberwindliche Schwierigkeiten“ sollten „unter dem Einflüsse eines bessern Geistes, welcher das Außerwesentliche beseitiget, und die Hauptsache im Christenthum, worin beide Confessionen Eins sind, festhält“, überwunden und damit eine „wahrhaft religiöse Vereinigung der beiden nur noch durch äußeren Unterschied getrennten protestantischen Kirchen“ herbeigeführt werden. In vielen Gemeinden des Rheinlandes wurde 1817 der Unionsaufruf begeistert aufgegriffen, reformierte und lutherische Gemeinden vereinigten sich zu unierten. Im Saarland kam die „Saarbrücker Union“ vom 24. Oktober 1815 dem Unionsaufruf König Friedrich Wilhelm III. sogar zuvor. Nachdem eine im Januar / Februar 1817 publizierte preußische Kabinettsordre schon am 27. Mai 1816 die Bildung gemeinsamer Synoden gestattet hatte, wurde im Bezirk Kreuznach bereits im Februar 1817 beschlossen, eine gemeinsame Synode zu bilden. Auch in Gummersbach fand die erste unierte Kreissynode bereits am 27. August 1817 vor dem Unionsaufruf statt. In vielen Regionen blieben die bisherigen Bekenntnisgemeinden aber auch bestehen.
Die landeskirchliche Verwaltung der reformierten, lutherischen und unierten Gemeinden wurde jedoch auch bei unterschiedlichen Bekenntnisständen zusammengeführt, so dass in der Folgezeit innerhalb des Staates Preußen eine einheitliche Kirche entstand, die Evangelische Kirche in Preußen, die in den folgenden Jahrzehnten mehrmals ihren Namen änderte. Diese Kirche umfasste folgende Kirchenprovinzen: Brandenburg (mit Berlin), Ostpreußen, Pommern, Posen, Rheinland (ab 1899 mit den Hohenzollernschen Landen), Sachsen, Schlesien, Westfalen und Westpreußen.

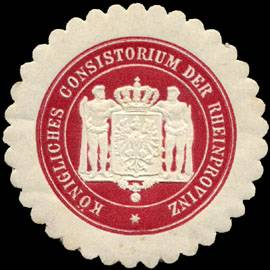
Siegelmarke des Konsistoriums der Rheinprovinz zu Koblenz

Im Rheinland gab es anfangs zunächst zwei Provinzialkirchenbehörden (in Köln und Koblenz). Als 1822 die beiden Provinzen zur Rheinprovinz vereinigt wurden, errichtete man vier Jahre später, am 16. Februar 1826 auch eine einheitliche kirchliche Verwaltungsbehörde, das Konsistorium der Rheinprovinz in Koblenz. 1835 wurde das Fürstentum Lichtenberg als Kreis St. Wendel von Sachsen-Coburg und Gotha an Preußen übergeben und dann auch kirchlich in die Kirchenprovinz Rheinland eingegliedert; die Gemeinden gehören heute zu den Kirchenkreisen Obere Nahe und Saar-Ost.
Diese und die Kirchenprovinz Westfalen erhielten 1835 – und damit als erste in der Evangelischen Kirche in Preußen – eine Kirchenordnung, die die Rechte und Kompetenzen der Presbyterien und Synoden stärkte. Nachdem Altlutheraner die Evangelisch-Lutherische Kirche in Preußen gegründet hatten, bestärkte die Evangelische Kirche in Preußen ihr Selbstverständnis als Staatskirche und nannte sich ab 1845 „Evangelische Landeskirche in Preußen“. Für die anderen Kirchenprovinzen setzte der preußische Ministerpräsident Bismarck erst 1874 durch, dass sie gleichzogen.
1850 wurde in Berlin als oberste Kirchenbehörde für die Evangelische Landeskirche in Preußen ein Evangelischer Oberkirchenrat (EOK) genanntes „Oberkonsistorium“ errichtet. 1866 annektierte Preußen mehrere Staaten. Die hinzugewonnenen Provinzen behielten jedoch ihre eigenen Kirchenverwaltungen und wurden nicht dem EOK in Berlin unterstellt. Einzige Ausnahme war das Gebiet des Oberamts Meisenheim, das in die Kirchenprovinz Rheinland eingegliedert wurde; die Gemeinden gehören heute zu den Kirchenkreisen An Nahe und Glan und Obere Nahe. Ab 1875 nannte sich die Kirche daher „Evangelische Landeskirche der älteren Provinzen Preußens“. In den 1850 Preußen angegliederten Hohenzollernschen Landen entstanden in den folgenden Jahren evangelische Gemeinden, die ab 1889 einen eigenen Kirchenkreis bildeten. Er gehörte zu keiner Kirchenprovinz und wurde verwaltungsmäßig der Dienstaufsicht des Konsistoriums der Rheinprovinz unterstellt.
1880 gehörten zur Rheinprovinz folgende Kirchenkreise, die in manchen Dokumenten auch Kreisgemeinden oder Synoden genannt wurden: Aachen, die An der Agger, Altenkirchen, Braunfels, Cleve, Coblenz, Synode Creuznach, Duisburg, Düsseldorf, Jülich, Lennep, Meisenheim, Mörs, Mülheim am Rhein, die Niederberg, die An der Ruhr, Saarbrücken, Simmern, Sobernheim, Solingen, Trarbach, Trier, St. Wendel, Wesel, Wetzlar und Wied. 576 Pfarrer und Hilfspfarrer betreuten damals 989.469 Gläubige.

### Neuorganisation nach dem Ende des landesherrlichen Kirchenregiments

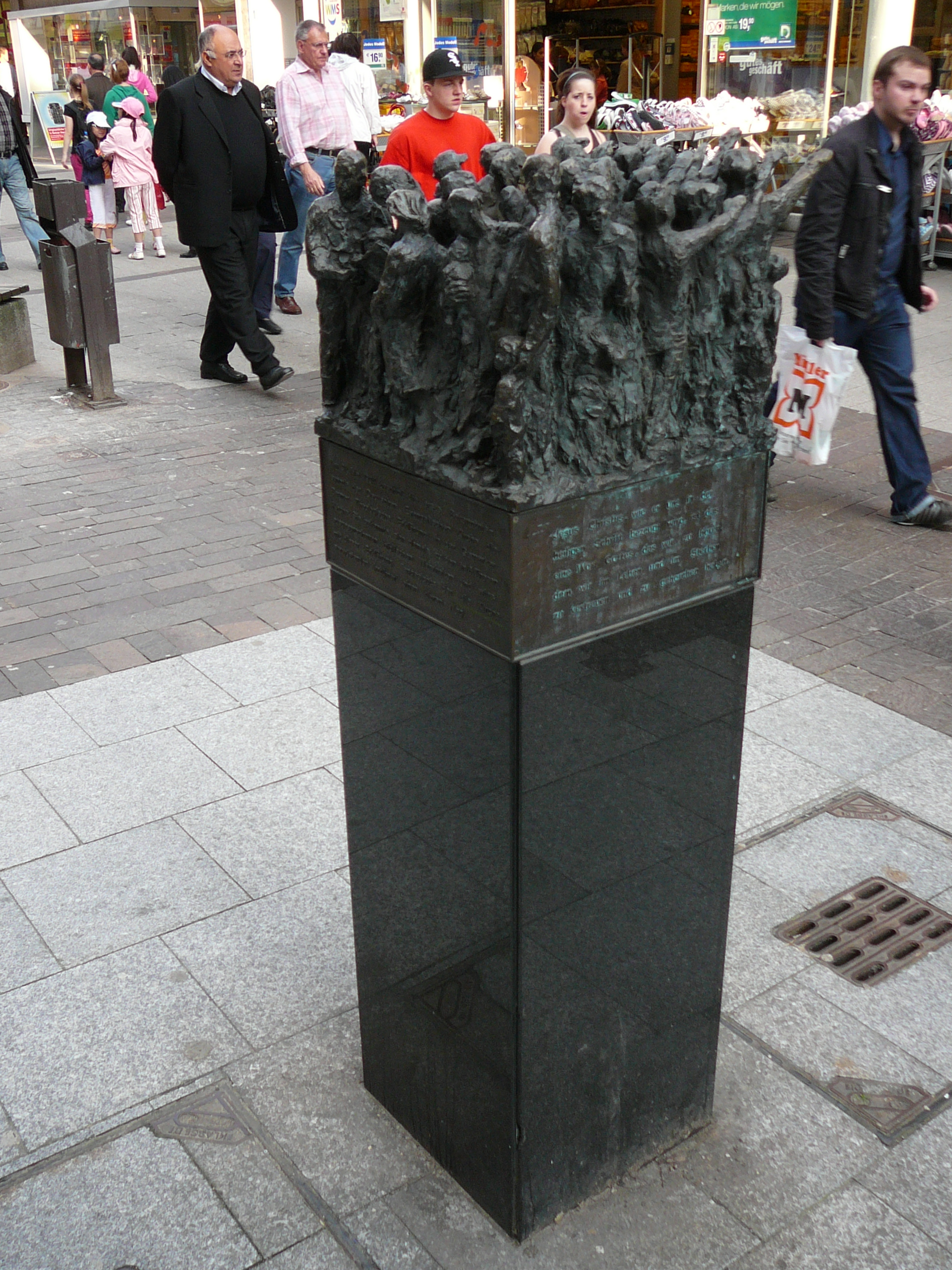
„Ja-Sager und Nein-Sager“; Plastik von Ulle Hees (1941–2012) in Wuppertal zum Gedenken an die Barmer Theologische Erklärung

Nach dem Ersten Weltkrieg musste der König von Preußen abdanken, damit fiel das Landesherrliche Kirchenregiment weg. Durch die 1920 im Versailler Vertrag zugestandene Abtretung der Kreise Eupen und Malmedy an Belgien wurden die evangelischen Kirchengemeinden Eupen, Moresnet, Malmedy und Sankt Vith am 1. Oktober 1922 aus dem Verband der Evangelischen Kirche der Altpreußischen Union bzw. dem Kirchenkreis Aachen der Kirchenprovinz Rheinland ausgegliedert (zwischen 1940 und 1945 vorübergehend zurückgegliedert) und Mitglied der Vereinigten Protestantischen Kirche von Belgien.
Die preußische Landeskirche gab sich 1922 eine neue Kirchenordnung und nannte sich fortan „Evangelische Kirche der altpreußischen Union“ (APU oder EKapU). Der Name drückte das Selbstverständnis der erneuerten Kirche aus. Nach der Trennung von Religion und Staat durch die Weimarer Verfassung verstand die Kirche sich nicht mehr als Staatskirche, auch der Landesname Preußen war entfallen. Stattdessen bezog sich der neue Name auf die Union von Lutheranern und Reformierten in den Provinzen, die schon vor 1866 zu Preußen gehört hatten.
Auch die innere Verfassung wurde demokratisiert, der vorher führende EOK wurde zum ausführenden Organ, während die 1846 gegründete, ab 1922 überwiegend von Laien gewählte „Generalsynode“ jetzt den neu geschaffenen „Kirchensenat“ wählte, der die Gesamtkirche leitete, jeweils unter dem Vorstand des gewählten „Präses“ der Generalsynode. Die Kirchenprovinzen unterstanden ab 1922 den von den „Provinzialsynoden“ gewählten „Provinzialkirchenräten“, denen die vormals einflussreichen Konsistorien, geleitet von Generalsuperintendenten, nun als ausführende Organe nachgeordnet wurden.
Durch kommunale Neugliederungen in den 1920er Jahren veränderte sich das Gebiet der Rheinprovinz: 1922 kamen Langerfeld und Nächstebreck aus dem westfälischen Kreis Schwelm zu Barmen (ab 1929 Wuppertal). 1926 wurde das Amt Königssteele (mit Eiberg, Horst und Freisenbruch) aus dem westfälischen Kreis Hattingen nach Steele (ab 1929 Essen) eingemeindet. Umgekehrt wurde 1924 die Zivilgemeinde Rotthausen aus dem Kreis Essen in die Stadt Gelsenkirchen eingemeindet. Diese kommunalen Gebietsänderungen wurden 1933 auch für den kirchlichen Bereich durch einen Gebietstausch zwischen der Kirchenprovinz Westfalen und der Kirchenprovinz Rheinland nachvollzogen.
Bei den oktroyierten Kirchenwahlen vom 23. Juli 1933 gewannen Deutsche Christen eine Mehrheit in der Generalsynode, in der rheinischen Provinzialsynode und allen anderen Provinzialsynoden außer der westfälischen. Die mehrheitlich deutschchristlichen Synodalen hoben die Presbyterial- und Synodalordnung weitgehend auf. So wurde die Kirchenprovinz Rheinland eine so genannte zerstörte Kirche. Vom 29. bis 31. Mai 1934 fand in Wuppertal-Barmen die Erste Bekenntnissynode der Bekennenden Kirche statt, auf der die „Barmer Theologische Erklärung“ verabschiedet wurde.
Am 1. Oktober 1934 übersiedelte das Konsistorium der Rheinprovinz von Koblenz nach Düsseldorf. Ebenfalls 1934 schloss sich die Evangelische Kirche des oldenburgischen Landesteils Birkenfeld als Kreisgemeinde der Rheinischen Provinzialkirche an. Überlegungen dazu hatte es schon lange gegeben, da die finanzielle Lage dieser Miniatur-Landeskirche – sie bestand aus nur 17 Kirchengemeinden – überaus prekär war. Das Gebiet bildete nunmehr den Kirchenkreis Birkenfeld, der 2010 mit den östlichen Teilen des Kirchenkreises St. Wendel im Kirchenkreis Obere Nahe aufging. Erst drei Jahre später wurde durch das Groß-Hamburg-Gesetz der Landesteil Birkenfeld, der bisher zum Land Oldenburg gehörte, als Landkreis Birkenfeld der Rheinprovinz angegliedert.

### Nach dem Zweiten Weltkrieg
Nach dem Zweiten Weltkrieg bzw. nach Auflösung des Staates Preußen 1947 wurden die noch verbliebenen sechs altpreußischen Kirchenprovinzen selbständige Landeskirchen. Die rheinische Provinzialkirche erhielt am 12. November 1948 eine neue Verfassung und bezeichnet sich seither als „Evangelische Kirche im Rheinland“. Das Konsistorium wurde zum Landeskirchenamt. Die aus altpreußischen Kirchenprovinzen hervorgegangenen Landeskirchen blieben Mitglieder der „Evangelischen Kirche der altpreußischen Union“, die sich so in einen Kirchenbund wandelte. Der EOK wurde 1951 in Kirchenkanzlei umbenannt. Im Dezember 1953 musste auf Druck des Ministerrats der DDR (v. a. Innenminister Karl Steinhoff) der Begriff Preußen aus dem Kirchennamen gestrichen werden. So entstand die „Evangelische Kirche der Union“ (Abk. EKU) als Nachfolgerin, der bis zur Auflösung 2003 auch die „Evangelische Kirche im Rheinland“ als Mitglied angehörte.
Die Evangelische Kirche im Rheinland ist Mitglied der Union Evangelischer Kirchen (UEK), in der die EKU aufgegangen ist, der Evangelischen Kirche in Deutschland und der Gemeinschaft Evangelischer Kirchen in Europa.
Der Kirchenkreis Hohenzollern wurde am 1. April 1950 in die württembergische Landeskirche eingegliedert, nachdem diese bereits 1945 die Verwaltung von der rheinischen Kirche übernommen hatte. Dabei wurde die bisherige Gottesdienstordnung beibehalten.
Die Kirchengemeinde Osterfeld kam 1954 von der Evangelischen Kirche in Westfalen in die Evangelische Kirche im Rheinland in den Kirchenkreis Oberhausen, nachdem der zuvor westfälische Stadtkreis Osterfeld (ohne den Stadtteil Vonderorts) bereits 1929 der Rheinprovinz eingegliedert worden war. Die Kirchengemeinde Kinzenbach wurde 1968 nach einer kommunalen Neuordnung mit dem Wechsel in den Landkreis Gießen aus dem Kirchenkreis Wetzlar der Evangelischen Kirche im Rheinland in die Evangelische Kirche in Hessen und Nassau ausgegliedert. 2000 wurde der Wohnplatz Brambecke aus der westfälischen Kirchengemeinde Schwelm in die rheinische Kirchengemeinde Beyenburg umgegliedert.
1931 wurde mit Ilse Jonas erstmals eine Vikarin zum Dienst an Wort und Sakrament in den Heimstätten Köln-Riehl eingesegnet. 1962 wurde das Amt der „Pastorin“ geschaffen, das aber nur unverheirateten Frauen offenstand. Seit 1975 sind Frauen und Männer im Pfarrdienst völlig gleichgestellt.
1990 hatte die EKiR 3,27 Millionen Mitglieder; am 1. Januar 2024 waren es 2,192 Millionen. In den Jahren 1985 bis 2022 verlor die EKiR pro Jahr durchschnittlich 0,9 % ihrer Mitglieder; in den Jahren 2004 bis 2022 waren es durchschnittlich 1,2 %.
2022 nahm die EKiR 975 Millionen Euro Kirchensteuer ein.

## Leitung der Landeskirche
Die Leitung der Kirche liegt bei der Landessynode, die in der Regel einmal jährlich tagt, zumeist in der zweiten Januarwoche in Bad Neuenahr-Ahrweiler. In der Zwischenzeit wird die Kirche von der Kirchenleitung, außerhalb derer Zusammenkünfte vom Präses geleitet.
Die Leitung der Synode liegt bei der Kirchenleitung („Regierung“ der Kirche), die zugleich außerhalb der Sitzungszeiten die Leitung der Landeskirche innehat. Der Kirchenleitung gehören der Präses sowie 15 weitere Mitglieder an, darunter sechs hauptamtliche und neun ehrenamtliche. Die auf acht Jahre gewählten Mitglieder sind je zur Hälfte ordinierte Theologen und nichtordinierte Glieder der Evangelischen Kirche im Rheinland. Die hauptamtlichen Mitglieder der Kirchenleitung tragen den Titel Oberkirchenrat. Die Mitglieder der Kirchenleitung werden von der Landessynode gewählt. Entsprechend den Kreissynodalvorständen beträgt die Amtszeit acht Jahre, wobei alle vier Jahre die Hälfte gewählt wird. Wiederwahl ist unter Beachtung der Altersgrenzen in allen Gremien möglich.
Der Präses, ein ordinierter Theologe, steht der Landeskirche außerhalb der Kirchenleitungstagungen vor. Er hat seinen Amtssitz in Düsseldorf. Er ist zugleich Vorsitzender der Landessynode und der Kirchenleitung. Stellvertreter des Präses sind ein theologischer Vizepräses und ein juristischer Vizepräsident, welche beide zu den sieben hauptamtlichen Kirchenleitungsmitgliedern gehören.
Auf allen Leitungsebenen wird darauf geachtet, dass die Pfarrer nicht die Mehrheit haben, auch wenn die Superintendenten und der Präses immer Theologen sind. So kommen auf einen Pfarrer etwa vier bis zehn stimmberechtigte Presbyter, in den Kreissynoden und der Landessynode gibt es eine knappere Mehrheit der Laien.

### Präses
An der Spitze der Evangelischen Kirche im Rheinland steht die oder der Präses, die oder der von der Landessynode gewählt wird. Er oder sie darf bei seiner Wahl das 65. Lebensjahr noch nicht vollendet haben, kann dann aber bis zur turnusmäßigen Neuwahl – spätestens nach acht Jahren – im Amt bleiben. Der oder die Präses ist geistlicher und juristischer Leiter der Kirche sowie Vorsitzender der Landessynode.
Vor 1948 gab es drei Ämter in der Kirchenleitung:
- einen Generalsuperintendenten als geistlichen Leiter,
- einen Präsidenten des Konsistoriums als juristischen Leiter und
- den Präses als Vorsitzenden der Synode.

Geistliche Leiter der Evangelischen Kirche in Preußen waren Generalsuperintendenten, von denen es in ganz Preußen insgesamt zwölf gab. Das Amt des Generalsuperintendenten wurde kurz nach der Reformation eingeführt, später wieder abgeschafft und dann erst 1828 erneut eingeführt. Die Dienstanweisung wurde jedoch erst 1836 erlassen. Bis 1877 waren die Generalsuperintendenten in der Rheinprovinz zugleich Leiter des Konsistoriums. Danach wurde das Amt des Konsistorialpräsidenten eingeführt. Den Präses als Vorsitzenden der Synode gab es in der Rheinprovinz ab 1835.
Nach Wegfall des landesherrlichen Kirchenregiments 1918 bildeten Generalsuperintendent, Präsident des Konsistoriums und Präses die Kirchenleitung der rheinischen Provinzialkirche. Nach Auflösung des Staates Preußen im Jahre 1947 wurde die rheinische Provinzialkirche formell selbständig und das neue Amt des Präses eingeführt, der nunmehr alle drei bisherigen Ämter in einer Person vereinigt. Seit 1997 ist der juristische Vizepräsident Leiter des Landeskirchenamtes.
Nach 1933 versuchte der nationalsozialistische Staat eine streng hierarchische Ordnung durchzusetzen. So wurde 1934 Heinrich Josef Oberheid als Bischof des evangelischen Bistums Köln-Aachen installiert. Faktisch war er Ende des Jahres bereits wieder entmachtet und wirkte fortan für die Kirchenbewegung Deutsche Christen (Thüringer Richtung).

#### Geistliche Leiter bis 1948: Generalsuperintendenten
1836–1846: Wilhelm Johann Gottfried Ross
1846–1850: Johann Abraham Küpper
1851–1860: Georg August Ludwig Schmidtborn
1860–1862: Johann Heinrich Wiesmann
1862–1876: Heinrich Eberts
1877–1883: Friedrich Nieden
1883–1897: Wilhelm Baur
1898–1911: Valentin Umbeck
1911–1912: Christian Rogge
1913–1928: Karl Klingemann
1928–1948: Emil Ernst Stoltenhoff
Danach übernahm der Präses das geistliche Leitungsamt der Landeskirche.

#### Geistliche Leiter ab 1948: Präsides

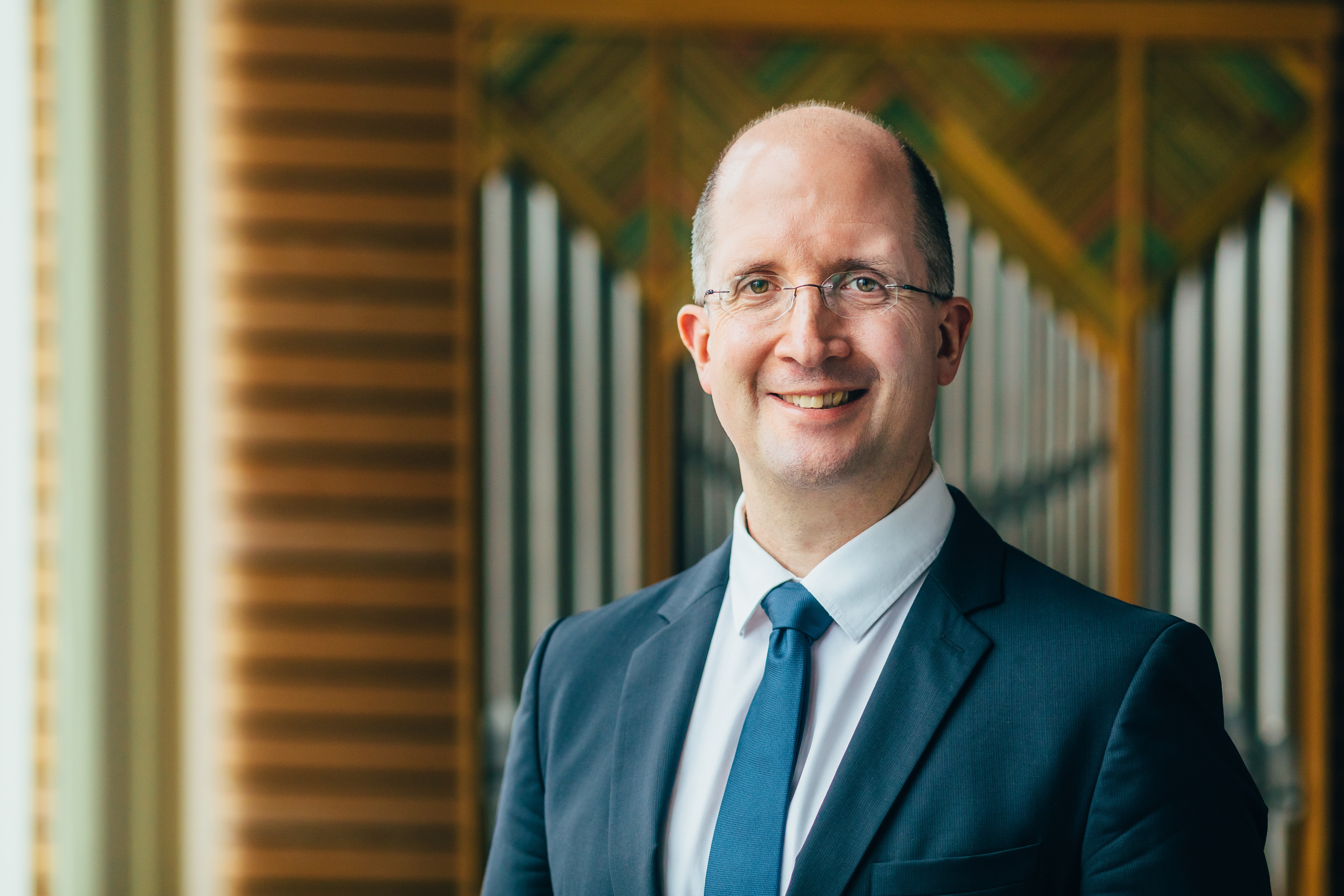
Thorsten Latzel (2021)

Vor 1948 gab es bereits einen Präses, der jedoch lediglich Vorsitzender der Provinzialsynode war.
1948–1957: Heinrich Karl Ewald Held
1958–1971: Joachim Wilhelm Beckmann
1971–1981: Karl Immer
1981–1989: Gerhard Brandt
1989–1996: Peter Beier
1996–1997: Hans-Ulrich Stephan, Oberkirchenrat und amtierender Präses
1997–2003: Manfred Kock
2003–2013: Nikolaus Schneider
2013–2021: Manfred Rekowski
seit März 2021: Thorsten Latzel

### Landessynode

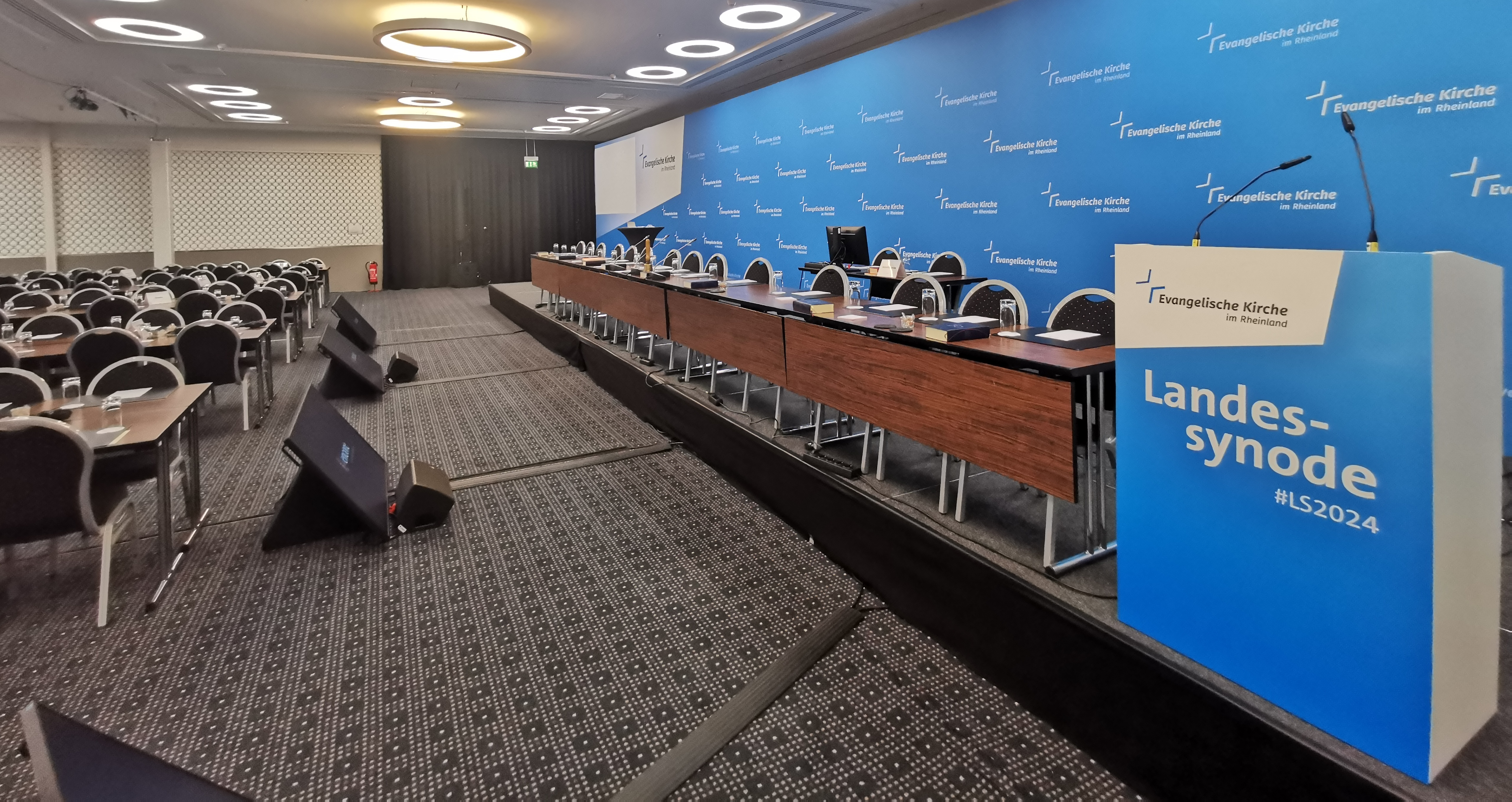
EKIR-Landessynode 2024 (Podium)

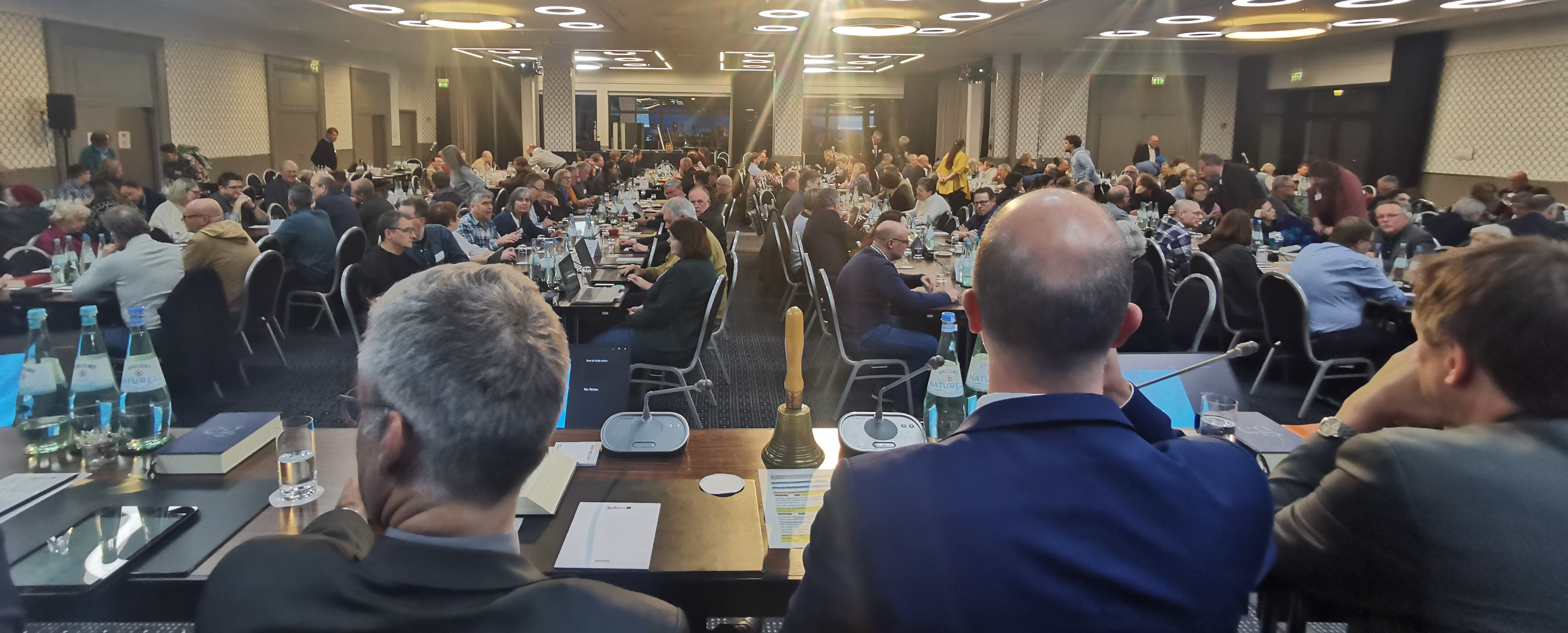
EKIR-Landessynode 2024 (Plenum)

Das Beschlussgremium der Landeskirche ist die Landessynode, 1948 hervorgegangen aus der rheinischen Provinzialsynode. Deren Mitglieder, die Landessynodalen, werden auf vier Jahre von den Kreissynoden entsandt. Die Aufgabe der Landessynode ist vergleichbar der von politischen Parlamenten. Bis 1975 tagte sie in Bad Godesberg, seither in Bad Neuenahr-Ahrweiler. Vorsitzender der Synode ist der Präses.
1835–1846: Franz Friedrich Gräber
1847–1851: Georg August Ludwig Schmidtborn
1853–1860: Johann Heinrich Wiesmann
1862–1864: Johann Karl Friedrich Maaß
1865–1877: Friedrich Nieden
1877–1888: Stephan Friedrich Evertsbusch
1890–1893: Karl Wilhelm Ferdinand Kirschstein
1893–1898: Valentin Umbeck
1899–1905: Friedrich Wilhelm Schürmann
1908–1912: Albert Hackenberg
1914–1917: Georg Hafner
1919–1932: Friedrich Walter Paul Wolff
1932–1934: Friedrich Schäfer
1934–1935: Paul Humburg
1935–1948: Friedrich Horn
Nach 1948 wurde der Präses gleichzeitig leitender Geistlicher sowie Leiter des Landeskirchenamts (ehemals Konsistorium). Heute wird das Landeskirchenamt durch die Vizepräsidentin oder den Vizepräsidenten geleitet. Diese Position hat eine Juristin oder ein Jurist mit der Befähigung zum Richteramt inne. Der Präses hat jedoch den Vorsitz im Kollegium der leitenden Mitarbeitenden des Landeskirchenamtes.

### Jugendsynode

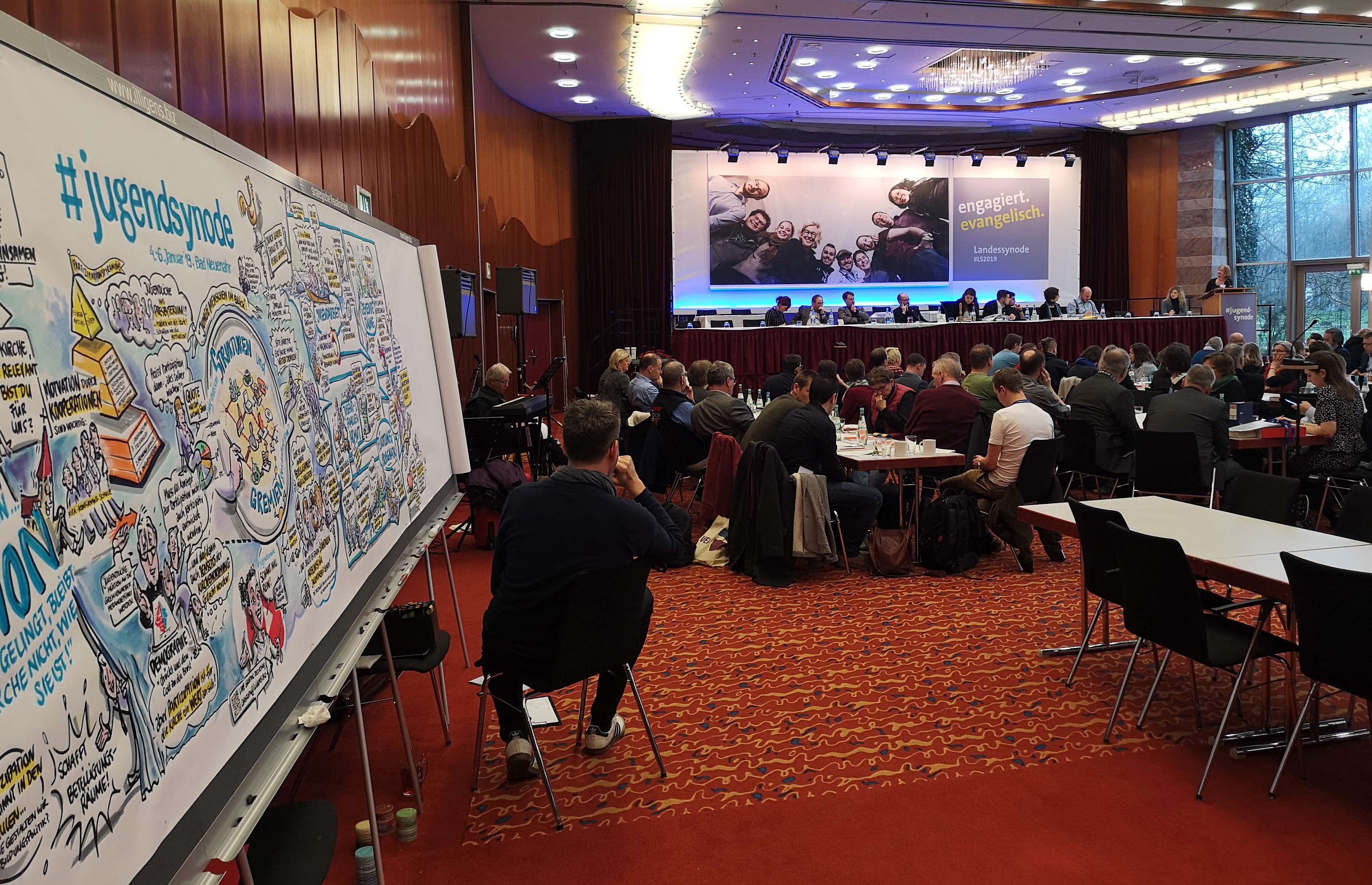

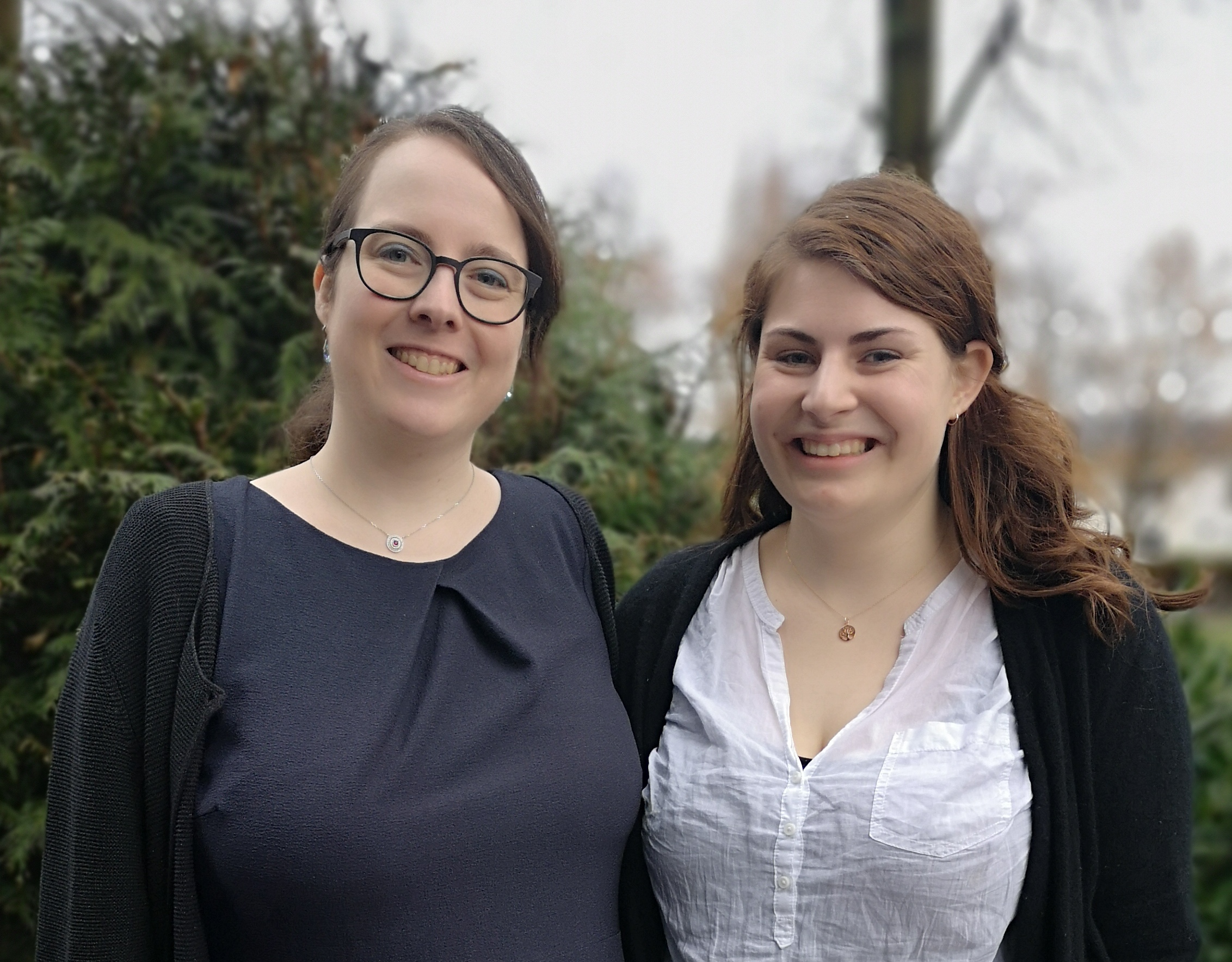
Lohrengel (links) und Paulus (rechts)

Vom 4. bis 6. Januar 2019 tagte erstmals eine Jugendsynode der Evangelischen Kirche im Rheinland. Jeweils 50 Delegierte der rheinischen Landessynode und der Evangelischen Jugend im Rheinland bildeten das Gremium. Darüber hinaus arbeiteten insgesamt zehn Vertreter aus der ehrenamtlichen Konfirmandenarbeit, von Studierenden- und Schulgemeinden sowie ökumenische Gäste mit. Die Jugendsynode wurde gemeinsam von Präses Manfred Rekowski und der stellv. Vorsitzenden der Evangelischen Jugend im Rheinland Fiona Paulus geleitet. Am Ende der Tagung wurden fünf Beschlüsse zu den Themen Partizipation, Geflüchtete/EU-Außengrenzen, Jugend- und Familienarmut, Gemeindeformen und Jugendarbeit aufgenommen.

## Verwaltung der Landeskirche

### Konsistorialpräsidenten
Das Amt wurde 1877 eingeführt. Zuvor leitete der jeweilige Generalsuperintendent das Konsistorium. Nach 1949 wurde das Amt vom Präses übernommen.
1877–1892: Karl Snethlage
1892–1905: Eduard Grundschöttel
1905–1911: Albert Peter
1911–1920: Gisbert Groos
1920–1933: Johann Freiherr von der Goltz (auch Hans von der Goltz; 1864–1941), vorher Präsident des Direktoriums der EPCAAL von 1914 bis 1920
1933–1937: Vakanz: Goltz abgesetzt am 30. September 1933, vom 1. März 1936 bis 20. November 1937 Otto Jung (kommissarisch)
1937–1946: Walter Koch
1945–1949: Joachim Beckmann (Vorsitzender der vorläufigen Leitung der Kirche)

### Landeskirchenamt und Verwaltungshierarchie

#### Landeskirchenamt
Das Landeskirchenamt hat seinen Sitz in Düsseldorf-Golzheim, Hans-Böckler-Straße 7. Es wird durch die Vizepräsidentin oder den Vizepräsidenten, derzeit Johann Weusmann, geleitet. Diese Position hat eine Juristin oder ein Jurist mit der Befähigung zum Richteramt inne. Der Präses hat den Vorsitz im Kollegium der leitenden Mitarbeitenden des Landeskirchenamtes. Das Landeskirchenamt gliedert sich in fünf Abteilungen, die in Dezernate gegliedert sind:
- Abteilung 1 Theologie und Ökumene: Leitung: Wibke Janssen
- Abteilung 2 Personal; Leitung: Vizepräses Antje Menn, Stellvertreterin des Präses
- Abteilung 3 Erziehung und Bildung; Leitung: Henrike Tetz
- Abteilung 4 Recht und Politik; Leitung: Vizepräsident Johann Weusmann, Leiter des Landeskirchenamtes
- Abteilung 5 Finanzen; Leitung: Henning Boecker

#### Verwaltungshierarchie
In der Verwaltungshierarchie ist die Landeskirche von unten nach oben wie folgt aufgebaut:
Die Basis bilden die Kirchengemeinden als Körperschaften des öffentlichen Rechts mit einem gewählten Leitungsgremium, dem Presbyterium. Deren ehrenamtliche Mitglieder heißen Presbyter. Dem Presbyterium gehören außerdem die jeweiligen Pfarrer der Gemeinde an. Das Presbyterium wird alle vier Jahre turnusmäßig neu gewählt. Das aktive Wahlrecht haben alle Gemeindeglieder, die konfirmiert oder mindestens 16 Jahre alt sind. Zum Presbyter wählbar sind Gemeindemitglieder zwischen dem 18. und dem 74. Lebensjahr. Ausgenommen sind enge Verwandte anderer Presbyter und ordinierte Theologen. Bei der Kirche Beschäftigte können als Mitarbeiterpresbyter mit eingeschränkten Rechten gewählt werden. In wenigen Gemeinden wird das Presbyterium nicht direkt durch die Gemeindeglieder gewählt, sondern durch ein Kooptationsverfahren.
Mehrere Kirchengemeinden bilden zusammen einen Kirchenkreis (in der allgemeinen Verwaltung einem Kreis vergleichbar), der ebenfalls eine Körperschaft des öffentlichen Rechts ist. Er wird von der Kreissynode geleitet, die ein- oder zweimal jährlich tagt. Mitglieder sind die Pfarrstelleninhaber (kraft Amtes) sowie weitere Delegierte, die von den Presbyterien der Kirchengemeinden in Relation zur Zahl der Gemeindepfarrstellen entsandt werden. Um sicherzustellen, dass die nichttheologischen Abgeordneten die Mehrheit der Synode stellen, wird für jede kreiskirchliche Pfarrstelle zusätzlich ein nichttheologischer Abgeordneter durch den Kreissynodalvorstand berufen.
In der Zeit zwischen den Synodaltagungen wird der Kirchenkreis vom Kreissynodalvorstand geleitet. Diesem steht der Superintendent vor, der zugleich auch Repräsentant des Kirchenkreises und Dienstvorgesetzter der Pfarrer ist. Der Kreissynodalvorstand wird von der Kreissynode für eine Amtszeit von acht Jahren gewählt, wobei alle vier Jahre die Hälfte der Mitglieder gewählt wird. Dem Kreissynodalvorstand gehören außer dem Superintendenten zwei weitere Pfarrer des Kirchenkreises, nämlich der Assessor, bzw. die Assessorin als 1. Stellvertreter des Superintendenten und der/die Skriba als Schriftführer und 2. Stellvertreter, sowie vier bis sechs Synodalälteste (nichttheologische Mitglieder) an. Zu jeder/jedem Synodalältesten des Kreissynodalvorstandes gibt es eine Stellvertretung, die im Vertretungsfall das Stimmrecht innehat. Ebenso gibt es auch eine erste und zweite Stellvertretung der/des Skriba, die im Vertretungsfall entsprechend nachrücken. Die Mitglieder des Kreissynodalvorstandes einschließlich des Superintendenten, bzw. der Superintendentin, nehmen ihr Amt ehrenamtlich wahr. Allerdings wird der Superintendent in der Regel von seinen eigentlichen pfarramtlichen Aufgaben weitgehend entlastet.
Die Kirchenkreise bilden zusammen die Landeskirche (in der allgemeinen Verwaltung einem Bundesland vergleichbar). Eine Mittelinstanz (in der allgemeinen Verwaltung einem Regierungsbezirk vergleichbar) gibt es in der Evangelischen Kirche im Rheinland nicht.

### Kirchenkreise
Derzeit (seit Januar 2020) beträgt die Zahl der Kirchenkreise 37. Bis zu Beginn der 1960er Jahre waren es deutlich weniger, jedoch wurden dann vor allem in den Ballungsgebieten an Rhein und Ruhr viele Kirchenkreise wegen ihrer Größe geteilt. Seit einigen Jahren geht man den umgekehrten Weg: Benachbarte Kirchenkreise, die oft in derselben Stadt liegen, fusionieren.
Die Grenzen der Kirchenkreise sind meist historisch bedingt und orientieren sich nicht immer an den Grenzen der Landkreise und kreisfreien Städte.
| Bezeichnung                         | Sitz                    | Bemerkungen |
| ----------------------------------- | ----------------------- | --- |
| Kirchenkreis Aachen                 | Aachen                  | |
| Kirchenkreis An der Agger           | Gummersbach             | |
| Kirchenkreis Altenkirchen           | Altenkirchen/Westerwald | |
| Kirchenkreis Bonn                   | Bonn                    | |
| Kirchenkreis Dinslaken              | Dinslaken               | |
| Kirchenkreis Duisburg               | Duisburg                | |
| Kirchenkreis Düsseldorf-Mettmann    | Mettmann                | |
| Kirchenkreis Düsseldorf             | Düsseldorf              | |
| Kirchenkreis Essen                  | Essen                   | |
| Kirchenkreis Gladbach-Neuss         | Mönchengladbach         | |
| Kirchenkreis Bad Godesberg-Voreifel | Bonn                    | |
| Kirchenkreis Jülich                 | Jülich                  | |
| Kirchenkreis Kleve                  | Goch                    | |
| Kirchenkreis Koblenz                | Koblenz                 | |
| Kirchenkreis Köln-Mitte             | Brühl                   | |
| Kirchenkreis Köln-Nord              | Köln                    | |
| Kirchenkreis Köln-Rechtsrheinisch   | Köln                    | |
| Kirchenkreis Köln-Süd               | Brühl                   | |
| Kirchenkreis Krefeld-Viersen        | Krefeld                 | |
| Kirchenkreis an Lahn und Dill       | Wetzlar                 | bis Ende 2018 Kirchenkreise Wetzlar und Braunfels                                                                       |
| Kirchenkreis Lennep                 | Remscheid               | Lennep ist ein Stadtteil von Remscheid                                                                                  |
| Kirchenkreis Leverkusen             | Burscheid               | |
| Kirchenkreis Moers                  | Moers                   | |
| Kirchenkreis An Nahe und Glan       | Bad Kreuznach           | |
| Kirchenkreis Niederberg             | Velbert                 | |
| Kirchenkreis Obere Nahe             | Idar-Oberstein          | bis 2010 Kirchenkreise Birkenfeld und St. Wendel (nördlicher Teil)                                                      |
| Kirchenkreis Oberhausen             | Oberhausen              | |
| Kirchenkreis An der Ruhr            | Mülheim an der Ruhr     | |
| Kirchenkreis Saar-Ost               | Neunkirchen             | bis 2010 Kirchenkreise St. Wendel (südlicher Teil) und Ottweiler Fusion mit Kirchenkreis Saar-West im Jahr 2026 geplant |
| Kirchenkreis Saar-West              | Saarbrücken             | bis 2010 Kirchenkreise Saarbrücken und Völklingen Fusion mit Kirchenkreis Saar-Ost im Jahr 2026 geplant                 |
| Kirchenkreis An Sieg und Rhein      | Siegburg                | |
| Kirchenkreis Simmern-Trarbach       | Kirchberg               | |
| Kirchenkreis Solingen               | Solingen                | |
| Kirchenkreis Trier                  | Trier                   | |
| Kirchenkreis Wesel                  | Wesel                   | |
| Kirchenkreis Wied                   | Neuwied                 | |
| Kirchenkreis Wuppertal              | Wuppertal               | |

Der historische Name der Kölner Kirchenkreise war lange Synode Mülheim am Rhein; die vier selbständigen und über das Kölner Gebiet hinausgehenden Kölner Kirchenkreise haben sich für gemeinsame Aufgaben verbunden zum Evangelischen Kirchenverband Köln, der von einem der Superintendenten geleitet wird.

### Kirchengemeinden und Bekenntnisstand
Die 37 Kirchenkreise werden von 576 Kirchengemeinden (seit 1. Januar 2025) gebildet. Diese Zahl war zur Zeit der Gründung der Kirchengemeinden geringer. Im Laufe der Jahre hat sich die Zahl jedoch erhöht, weil meist in den Städten durch Zuzüge die Kirchengemeinden größer geworden waren und man sich gezwungen sah, sie zu teilen. Mittlerweile ist die Zahl wieder abnehmend, da immer häufiger benachbarte Gemeinden fusionieren, um so Verwaltungskosten einsparen zu können oder weil die geschrumpften Gemeinden ihre Aufgaben nicht mehr vollständig wahrnehmen können.
Die Kirchengemeinden folgen laut rheinischer Kirchenordnung, Grundartikel II entweder dem lutherischen, dem reformierten Bekenntnis oder dem Gemeinsamen der beiden Bekenntnisse.

### Dienstverhältnisse von Geistlichen
Pfarrerinnen und Pfarrern sollen nach einem 2025 veröffentlichten Beschluss der Landessynode nicht mehr verbeamtet, sondern privatrechtlich angestellt werden.

## Lutherische und Reformierte Arbeitsgemeinschaften im Rheinland
Als unierte Kirche eint die EKiR lutherische, reformierte und unierte Christen. Ein (kleiner) Teil der jeweiligen Kirchenmitglieder arbeitet in konfessionell orientierten Organisationen zusammen. So existieren auf lutherischer Seite der Lutherische Konvent im Rheinland und auf reformierter Seite der Reformierte Konvent in der Ev. Kirche im Rheinland, der sich dem Reformierten Bund verbunden fühlt. Sie vertreten innerhalb der Landeskirche theologische Überzeugungen aus ihrer konfessionellen Tradition heraus und helfen ihren Mitgliedern, „ihrem Dienst in der Gemeinde Jesu Christi heute im Hören auf das Zeugnis der ganzen Heiligen Schrift und der sie auslegenden“ reformatorischen Bekenntnisse nachzukommen.

## Historische Kirchenordnungen
- Rahtschlage, so Hertzog Ludwig Pfaltzgrave auff Keyser Carls deß Fünfften Edict, die Religion betreffend, durch Iohannem Schvvebelium, in etliche gewisse Artickel hat stellen lassen, vnd darauff das Euangelium, nach Innhalt Göttliches Worts, vn[d] der Haupt-Stück Christlicher Lehr, in seine[n] Lande[n] deß Fürstenthu[m]bs Zweybrvck, offenlich zu Predigen befohlen, wohl um 1526
  - (abgedruckt in:) Johann Schwebel: Der Erste Theil Aller Teutschen Bücher und Schrifften des Gottseligen Lehrers Herrn Iohannis Schvvebelii. Caspar Wittel, Zweibrücken 1597, S. 95–124 (Digitalisat der Bayerischen Staatsbibliothek München)
- Copia der Kirchen-Ordnung des Erasmi Roterodami, auff Begehren Hertzog Johan[n] von Cleve, von ihm auffgesetzt und Erläuterung dieser Kirchen-Ordnung Hertzogs Johann, Monterberg 8. April 1533. In: Johann Dietrich Franz Ernst von Steinen: Kurtze und generale Beschreibung der Reformations-Historie des Hertzogthums Cleve. Adolph Henrich Meyer, Lippstadt 1727, Beilage Nr. I und II, S. 95–105 und 105–147 (Google-Books).
  - (abgedruckt in:) Werner Teschenmacher: Annales ecclesiastici Reformationis ecclesiarum Cliviae, Juliae, Montium[45] (um 1632), hrsg. von Rudolf Löhr, Albert Rosenkranz und Heinrich Müller-Diersfort. (Schriftenreihe des Vereins für Rheinische Kirchengeschichte 12). Presseverband der EKiR, Düsseldorf 1962, S. 26–44.
- Form und Maß, wie es von den Predigern des Fürstenthums Zweybrvck in nachfolgenden maengeln gegen den Vnterthanen an etlichen Orten solle gehalten werden (verfasst von Johann Schwebel), 1533.
  - (abgedruckt in:) Johannes Schwebel: Der ander Theil Aller Teütschen Bücher vnd Schrifften des Gottseligen Lehrers Herrn Iohannis Schvvebelii, Welche von Ihm, in dem Hochlöblichen Fürstenthum Zweybrvck, zwischen Anno Christi 1530. vnd 1540. geschriben. Caspar Wittel, Zweibrücken 1597, S. 236–247
- Hermann von Wied: Einfaltigs Bedencken, warauff ein Christliche in dem Wort Gottes gegrünte Reformation an Lehrbrauch der Heyligen Sacramenten … biß auff eines … Nationals Concilij … verbesserung … anzurichten seye (verfasst von Martin Bucer und Philipp Melanchthon), Laurenz von der Mühlen (Mylius), Bonn 1543 (Digitalisat der 2. Aufl. 1544 aus dem Besitz von Albert Hardenberg der Johannes a Lasco Bibliothek Emden)

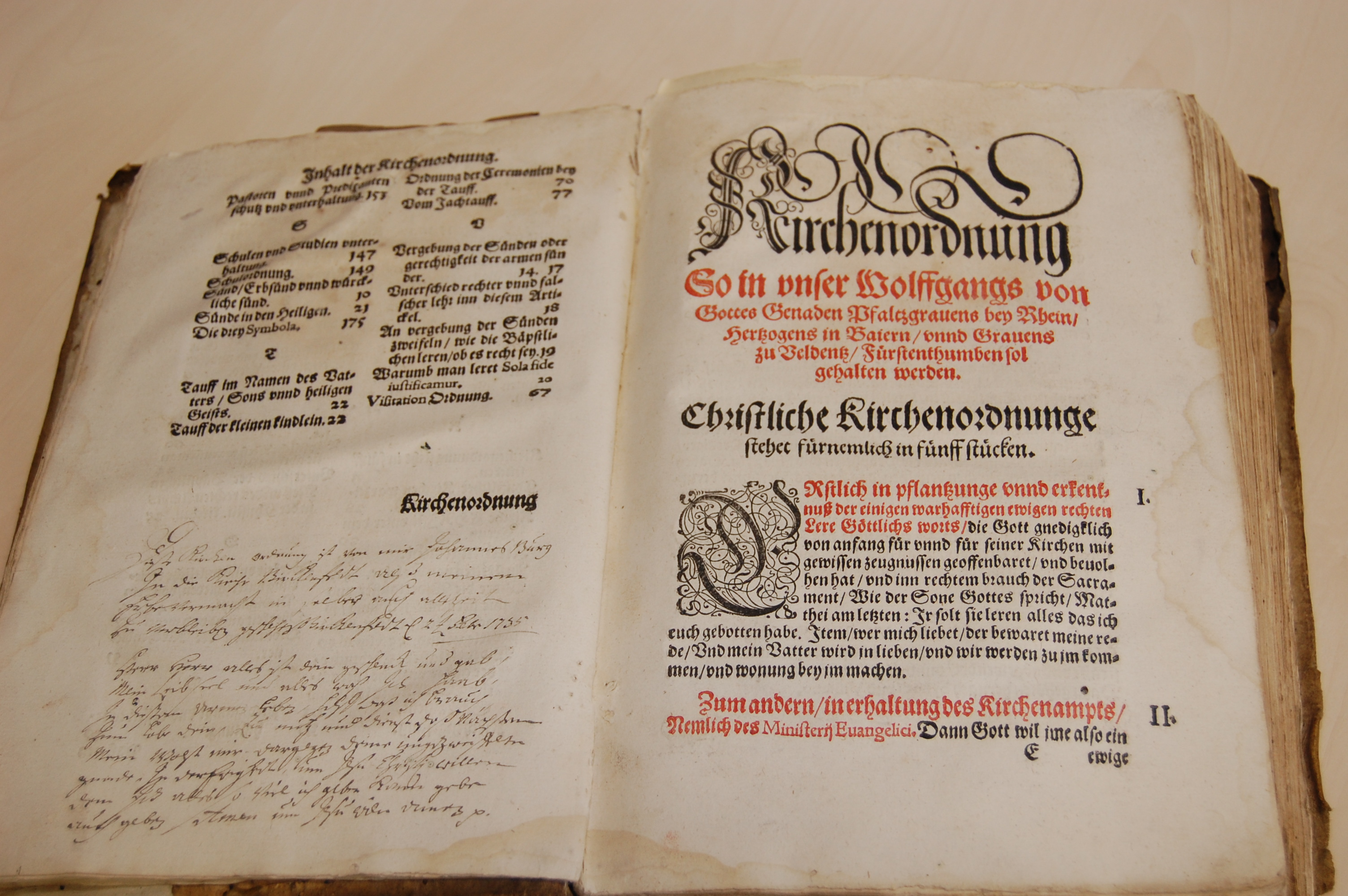
Zwei Seiten aus der Kirchenordnung Herzog Wolfgangs von Pfalz-Zweibrücken

- Kirchenordnung, Wie es mit der Christlichen Lehre, heiligen Sacramenten, vnd allerley andern Ceremonien in meines gnedigen Herrn, Herrn Otthainrichen, Pfaltzgrauen bey Rhein, Hertzogen im Niedern vnd Obern Bairen … Fürstenthumb gehalten wirt (verfasst von Andreas Osiander), Nürnberg: Johannes Petreius 1543 (Digitalisat der Bayerischen Staatsbibliothek München)

- Kirchenordnung, Wie es mit der Christenlichen Leer … Jn Vnser Wolffgangs von Gottes Genaden Pfaltzgrauens bey Rhein, Hertzogens in Beyern vnd Grauens zu Veldentz Fürstenthumb gehalten werden soll (verfasst unter Mitarbeit von Philipp Melanchthon), Nürnberg: Johann vom Berg / Ulrich Neuber 1557; Neuauflage unter Pfalzgraf Philipp Ludwig, Nürnberg: Dieterich Gerlatz 1570 (Digitalisat der Bayerischen Staatsbibliothek München)
- Kirchenordnung für die Grafschaft Moers und die Herrschaft Bedburg von Graf Hermann von Neuenahr, 1561[46]
- Kirchenordnung, Wie es … inn … Herrn Friderichs Pfaltzgraven bey Rhein … Churfürstenthumb bey Rhein gehalten wirdt, Heidelberg: Johann Maier 1563 (Digitalisat der Bayerischen Staatsbibliothek München)
- Kirchen Ordnung, Wie sich die Pfarherrn vnd Seelsorger in jrem beruff mit leren vnd predigen allerley Ceremonien vnd guter Christlicher Disciplin vnnd Kirchenzucht halten sollen: Für die Kirchen inn dem Fürstenthum[m]b Hessen, Marburg: Andreas Kolbe Erben 1566 (Digitalisat der Universitäts- und Landesbibliothek Sachsen-Anhalt)
- Erneuerung und Verbesserung der Ordnung der Grafen Sebastian und Adolf löblichen Gedenkens durch Graf Hermann IV. von Sayn, 1574 (Manuskript)
- Kirchenordnung Vnd Reformation, vnser Albrechts vnd Philipsen Gebrüder, Grauen zu Nassaw, zu Sarprücken vnd zu Sarwerden, Herrn zu Loher …, Frankfurt am Main: Paul Reffeler / Sigmund Feyrabent 1576
- Kirchenordnung, Wie es … in des … Herrn Ludwigen Pfaltzgraven bey Rhein … Chur- und Fürstenthumb gehalten werden soll, Heidelberg: Jakob Müller 1577 (Digitalisat der Bayerischen Staatsbibliothek München)
- KirchenOrdnung, … in Unser Heinrichs Grafen zu Sayn, Herrn zu Homburgk, Moncklahr und Mentzburgk etc. Graff- und Herrschafften …, Frankfurt am Main: Johann Spies 1590 (Online-Ausgabe der Gesellschaft für Geschichte und Heimatkunde Bendorf)
- Statut bzw. Jülich-Bergische Kirchenordnung von 1654, revidiert 1671
- Clevische und Märckische Kirchen-Ordnung, o. O. 1662 (Google-Books)
- Summarischer Begriff, wie es … den unveränderten Augsburgischen Confessions-Kirchen, im Fürstenthum Gülich und Berg, soll gehalten werden, beschlossen von der Generalsynode in Volberg[47], 1677 (Google-Books)
- Kirchen-Ordnung Der Christlich-Reformirten Gemeinden in den Länderen Gülich, Cleve, Berg und Marck, [S.l.] 1680 (Digitalisat)
- Clev- und Märckische Evangelisch-Lutherische Kirchen-Ordnung, Kleve: Silberling 1687 (Google-Books)
- Evangelische Kirchenordnung, wie es in den Wild- und Rheingrafschaften … solle gehalten werden (verfasst von Albrecht Helbach[48]), Frankfurt am Main: Andreae 1693
- Kirchen-Ordnung Der Christlich-Reformirten Gemeinden in den Länderen Gülich, Cleve, Berg und Marck, o. O. [Duisburg] o. J. [1754] (Digitalisat der Bayerischen Staatsbibliothek München)
- Loi relative à l'Organisation des Cultes mit den Articles organiques de Cultes protestans. In: Bulletin des Lois de la République française, 3.e série, Heft 172 [französisch-deutsche Ausgabe]. Imprimerie de la République, Paris 1802 (= An XI), S. 2–47 (N.° 1344) (PDF, 2,9 MB; Originaltext auf dem Rechtstexte-Portal der Regierung des Großherzogtums Luxemburg)
- Kirchen-Ordnung für die evangelischen Gemeinden der Provinz Westphalen und der Rheinprovinz, 1835 (Google-Books)

## Gesangbücher

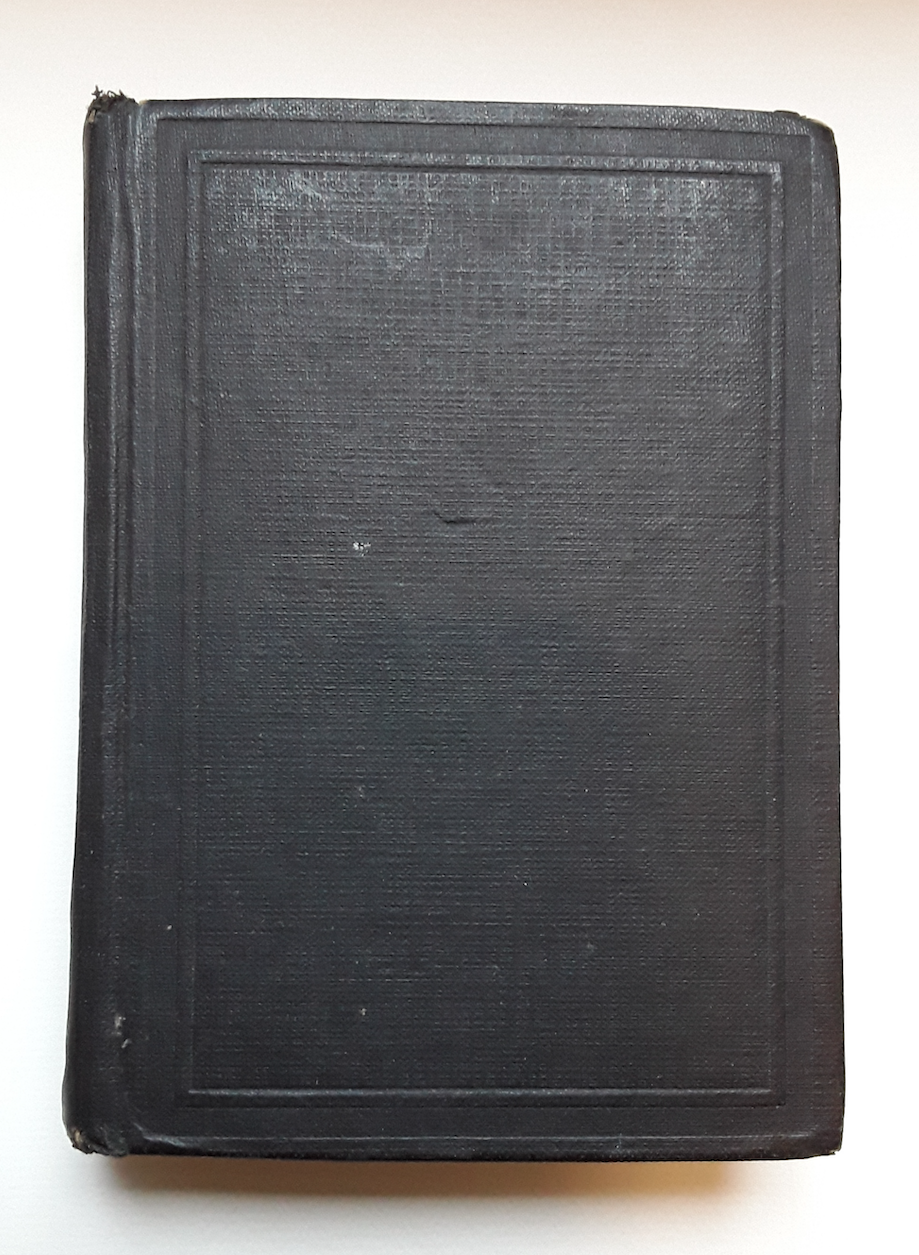
Evangelisches Gesangbuch für Rheinland und Westfalen, 60er Jahre

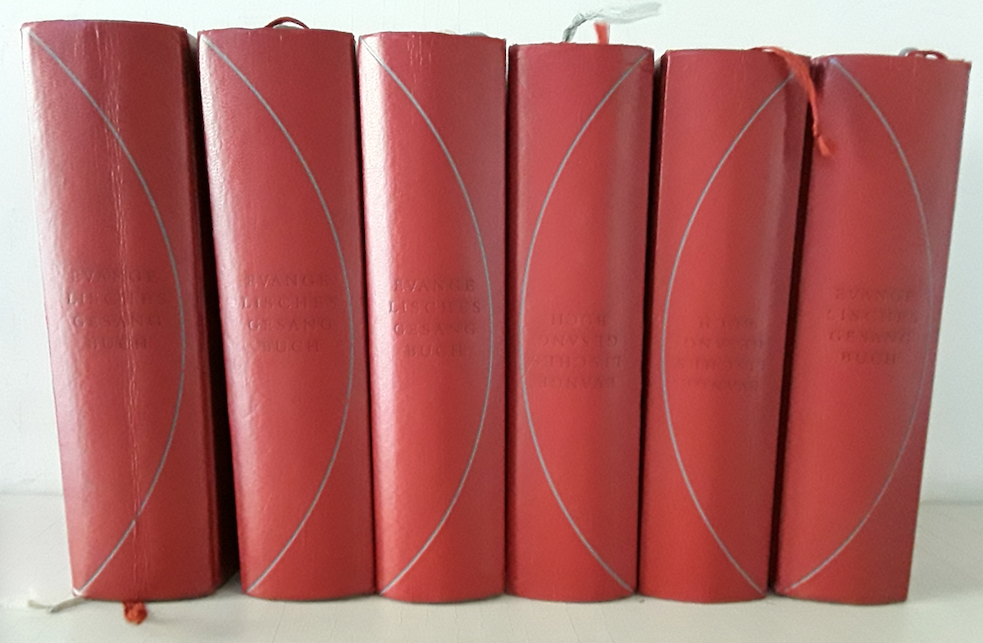
Evangelisches Gesangbuch von 1996

Die Gemeinden der Evangelischen Kirche im Rheinland singen bzw. sangen vor allem aus folgenden Gesangbüchern:
- (verschollen) Gesangbüchlein Geistlicher Psalme[n] (Bonner Gesangbuch). 1544/1545
  - Gsangbüchlein Geistlicher Psalme[n], hymnen, leider vn[d] [und] gebet. Laurenz von der Mülen, Bonn 1550[49] und weitere Auflagen.
  - Gsangbüchlein Geistlicher Psalmen, Hymnen, lieder und gebet, Durch etliche diener der Kirchen zu Boñ fleißig zusamẽ getragen vnd in geschickte ordnũg sehr schön gestelt zu übung vnd brauch der Christlicher gemeine. Auffs new gemehret …, o. O. [Wittenberg] 1561 (Digitalisat der Bayerischen Staatsbibliothek München)
  - (überarbeitet vom kurpfälzischen Hofprediger Jacob Heilbronner) Essendisches Gesang-Buch. Johann Zeisse, Essen 1614
- Singende und Klingende Berge, das ist: Bergisches Gesang-Buch, zusammengestellt von Franz Vogt. 1697.
  - 2. Auflage Johann David Zunner, Frankfurt am Main 1701 (Nachdrucke Johann Nikolaus Andreae, Frankfurt am Main 1711; Henrich Wilhelm Meyer, Lemgo 1716; Meyer, Lemgo 1726)
  - Singende und klingende Berge, Das ist: Bergisches Gesang-Buch, Bestehend in 630 … Psalmen und geistlichen lieblichen Liedern. Für die evangelische ohnv[eränderte] Augspurgische Confession zugethane Gemeinden derer Hertzogthümern Jülich und Berg … nebst einem kurzen Gebeth-Büchlein. Peter Abraham Proper, Mülheim am Rhein 1726 (Nachdruck 1759; Nachdruck 1768: Digitalisat der Universitäts- und Landesbibliothek Düsseldorf)
- Der singenden und klingenden Berge anderer Theil … Anhang zu dem Bergischen Gesang=Buch nach der Ordnung des ersten Theils. Proper Erben, Mülheim am Rhein, 1762 (Digitalisat der Universitäts- und Landesbibliothek Münster)
  - Singende und klingende Berge, Das ist: Bergisches Gesang-Buch. Bestehend in zweyen Haupt-Theilen darinnen 878 … Lieder enthalten. Proper Erben, Mülheim am Rhein 1768 (Digitalisat der Universitäts- und Landesbibliothek Münster)
- Evangelisches Gesang-Buch; herausgegeben nach den Beschlüssen der Synoden von Jülich, Cleve, Berg und von der Grafschaft Mark. Elberfeld, 1834.
  - Ausgabe Lucas, Elberfeld o. J. (ca. 1870) (Digitalisat der Universitäts- und Landesbibliothek Münster)
- Evangelisches Gesangbuch für Rheinland und Westfalen. Dortmund, 1883.
- Evangelisches Gesangbuch für Rheinland und Westfalen mit dem Stammteil „Lieder des Deutschen Evangelischen Gesangbuches nach den Beschlüssen des Deutschen Evang. Kirchenausschusses“, Dortmund, 1929.
- Evangelisches Kirchengesangbuch, Ausgabe für die Landeskirchen Rheinland, Westfalen und Lippe; Bielefeld u. a., 1969.
- Evangelisches Gesangbuch, Ausgabe für die Evangelische Kirche im Rheinland, die Evangelische Kirche von Westfalen, die Lippische Landeskirche, in Gemeinschaft mit der Evangelisch-reformierten Kirche (Synode evangelisch-reformierter Kirchen in Bayern und Nordwestdeutschland), in Gebrauch auch in den evangelischen Kirchen im Großherzogtum Luxemburg; Gütersloh/Bielefeld/Neukirchen-Vluyn, 1996.

## Sexuelle Gewalt in der EKiR
2024 berichtete der Hamburger Kirchenmusikdirektor und ehemalige Student an der Robert-Schumann-Hochschule Matthias Hoffmann-Borggrefe dem Evangelischen Pressedienst, er sei 1984 von dem damaligen Direktor der Abteilung Evangelische Kirchenmusik beim Partiturstudium vergewaltigt worden. 1989 wäre er von seiner Orgelprofessorin Almut Rößler, Kirchenmusikerin an der Johanneskirche in Düsseldorf, mit einem ebenfalls betroffenen Studenten zum Landeskirchenamt geschickt worden. „Wie die Kirche mit ihm als Betroffenen umgegangen sei, sei fast noch schlimmer gewesen als die sexuelle Gewalterfahrung selbst“. Der Täter habe alles abgestritten und sie seien „wie Nestbeschmutzer“ vom Landeskirchenamt weggeschickt worden.  2011 sei durch die Evangelische Kirche im Rheinland der Missbrauch dann anerkannt worden.